# Nintendo Entertainment System
Nintendo Entertainment System (NES) là một máy chơi trò chơi điện tử gia đình 8 bit thuộc thế hệ thứ ba do Nintendo sản xuất. Nintendo lần đầu tiên phát hành máy tại Nhật Bản vào năm 1983 với tên gọi Family Computer, và thường được gọi là Famicom. Máy NES, một phiên bản chỉnh sửa, ra mắt lần đầu tiên tại các thị trường thử nghiệm ở Hoa Kỳ vào tháng 10 năm 1985, trước khi phổ biến rộng rãi ở phần còn lại của Bắc Mỹ và các quốc gia khác trong những năm tiếp theo.
NES giới thiệu một số trò chơi đột phá, chẳng hạn như trò chơi Super Mario Bros, trò chơi phiêu lưu hành động The Legend of Zelda và Metroid. Là một trong những máy chơi trò chơi điện tử bán chạy nhất vào thời điểm đó, NES đã giúp hồi sinh ngành công nghiệp trò chơi điện tử của Mỹ sau sự cố trò chơi điện tử năm 1983.[e] Nintendo đã giới thiệu một mô hình kinh doanh tiêu chuẩn hiện nay là cấp phép cho các nhà phát triển bên thứ ba sản xuất và phân phối trò chơi cho NES. Kế tục NES là Super Nintendo Entertainment System ra mắt tại Nhật Bản vào năm 1990 và phát hành tại Bắc Mỹ vào năm 1991.

## Lịch sử

### Phát triển và phát hành ở Nhật Bản
Sau một loạt thành công của máy trò chơi thùng arcade vào đầu những năm 1980, Nintendo đã lên kế hoạch tạo ra một hệ máy dựa trên băng được gọi là Family Computer, hay Famicom. Uemura Masayuki là người thiết kế máy. Phần cứng của máy chủ yếu dựa trên các trò chơi điện tử arcade, đặc biệt là phần cứng cho Galaxian của Namco (1979) và Radar Scope của Nintendo (1980) và Donkey Kong (1981), với mục tiêu phù hợp với khả năng sprite và thế mạnh về trò chơi màn hình cuộn của máy. Kế hoạch ban đầu là về một hệ máy 16-bit tiên tiến sẽ hoạt động như một máy vi tính với bàn phím và ổ đĩa mềm, nhưng chủ tịch Nintendo là Yamauchi Hiroshi  đã bác bỏ điều này và thay vào đó quyết định sử dụng một máy chơi trò chơi dựa trên hộp băng thông thường, rẻ hơn. Vì ông tin các tính năng như bàn phím và đĩa rất đáng sợ đối với những người không rành công nghệ. Một mô hình thử nghiệm xây dựng vào tháng 10 năm 1982 để xác minh chức năng của phần cứng, sau đó công việc bắt đầu trên các công cụ lập trình. Vì CPU 65xx chưa sản xuất hoặc bán ở Nhật Bản cho đến thời điểm đó, nên không có phần mềm phát triển chéo nào có sẵn và phải sản xuất từ đầu. Các trò chơi Famicom ban đầu được viết trên một hệ thống chạy trên máy tính NEC PC-8001 và đèn LED trên lưới sử dụng với bộ số hóa để thiết kế đồ họa vì không có công cụ thiết kế phần mềm nào cho mục đích này vào thời điểm đó.
Tên mã của dự án là "GameCom", nhưng vợ của Uemura Masayuki là người đề xuất tên "Famicom", tranh luận rằng "Ở Nhật Bản, 'pasokon' là từ dùng để chỉ máy tính cá nhân, nhưng nó không phải là máy tính ở nhà hay máy tính cá nhân. Có lẽ chúng ta có thể gọi nó là một máy tính gia đình."[d] Trong khi đó, Yamauchi Hiroshi quyết định hệ máy nên sử dụng chủ đề màu đỏ và trắng sau khi nhìn thấy một bảng quảng cáo của DX Antenna (một nhà sản xuất ăng-ten của Nhật Bản) sử dụng những màu đó.
Việc tạo ra Famicom bị ảnh hưởng rất nhiều bởi ColecoVision, Coleco lúc này đang là đối thủ với Atari 2600 ở Hoa Kỳ; sản phẩm bán chạy nhất của ColecoVision chính là bản chuyển thể Donkey Kong của Nintendo. Sawano Takao, giám đốc điều hành của dự án, đã mang một chiếc ColecoVision về nhà cho gia đình của mình, họ đã bị ấn tượng bởi khả năng thể hiện đồ họa mượt mà của máy vào thời điểm đó, trái ngược với hiện tượng nhấp nháy và chậm chạp thường thấy trên các trò chơi Atari 2600. Uemura cho biết ColecoVision chính là tiêu chuẩn của Famicom. Họ muốn vượt qua cái tiêu chuẩn đó và phải mạnh tương đương với phần cứng arcade của Donkey Kong; họ đã mang một thùng arcade Donkey Kong đến nhà sản xuất chip Ricoh để phân tích, dẫn đến việc Ricoh sản xuất chip Bộ xử lý hình ảnh (PPU) cho NES.
Kế hoạch ban đầu là các băng của Famicom có kích thước bằng một băng cassette, nhưng cuối cùng chúng lại lớn gấp đôi. Việc thiết kế băng đòi hỏi sự chú ý cẩn thận, nhất là các đầu băng, vì các kết nối lỏng lẻo và bị lỗi thường gây khó cho các máy arcade. Cần tới 60 đường kết nối cho bộ nhớ và khả năng mở rộng, Nintendo đã quyết định sản xuất các đầu nối của riêng họ.
Các bộ điều khiển kết nối với máy mà không thông qua đầu nối để tiết kiệm chi phí. Các tay cầm điều khiển trò chơi ít nhiều sao chép trực tiếp từ các máy Game & Watch, mặc dù nhóm thiết kế Famicom ban đầu muốn sử dụng các cần điều khiển kiểu arcade, thậm chí tháo dỡ một số cần khỏi các máy chơi trò chơi của Mỹ để xem chúng hoạt động như thế nào. Cũng có những lo ngại về độ bền của thiết kế cần điều khiển và trẻ em có thể giẫm lên khi để trên sàn nhà. Nakawaka Katsuyah đã gắn D-pad của Game & Watch vào nguyên mẫu Famicom và nhận thấy rằng nó rất dễ sử dụng và không gây khó chịu. Tuy nhiên, cuối cùng, họ đã thêm vào một cổng mở rộng 15 chân ở mặt trước của máy để có thể sử dụng một cần điều khiển kiểu arcade tùy chọn.
Yokoi Gunpei đề nghị việc có thêm một cái cần gắn vào khe chứa băng là không thực sự cần thiết, nhưng ông tin rằng trẻ em có thể giải trí bằng cách nhấn vào nó. Uemura đã thông qua ý tưởng đó và thêm một micrô vào tay cầm điều khiển thứ hai với ý tưởng rằng nó có thể dùng để phát âm thanh của người chơi qua loa TV.
Máy phát hành vào ngày 15 tháng 7 năm 1983 với tên gọi Family Computer (hoặc Famicom) với giá 14,800 yên Nhật(tương đương ¥17.600 năm 2019) cùng với ba bản chuyển thể game thùng arcade thành công nhất của Nintendo là Donkey Kong, Donkey Kong Jr. và Popeye. Famicom gặp rắc rối ngay từ đầu; một bộ chip không tốt khiến bản phát hành ban đầu bị lỗi. Sau khi thu hồi sản phẩm và phát hành lại với bo mạch chủ mới, sự nổi tiếng của Famicom đã tăng vọt, trở thành máy chơi trò chơi bán chạy nhất tại Nhật Bản vào cuối năm 1984. :279, 285Nintendo ban đầu chỉ tung ra hệ máy với các tựa trò chơi do chính họ phát triển, nhưng sau khi Namco và Hudson Soft tiếp cận vào năm 1984, họ đã đồng ý cho bên thứ ba sản xuất trò chơi với mức phí 30% chi phí sản xuất và cấp phép, tỷ lệ này đã giữ nguyên trong ngành công nghiệp trò chơi điện tử và cửa hàng kỹ thuật số trong thập niên 2010.

### Phát hành ở Bắc Mỹ
Nintendo cũng đã nhắm đến thị trường Bắc Mỹ, bắt đầu bằng việc tham gia đàm phán với Atari để phát hành Famicom, lấy tên chung với Atari là Nintendo Advanced Video Gaming System. Thỏa thuận này đã hoàn tất và ký kết tại Hội chợ Điện tử Tiêu dùng Mùa hè vào tháng 6 năm 1983. Tuy nhiên, Atari đã phát hiện ra rằng đối thủ cạnh tranh của họ là Coleco đang trình chiếu bất hợp trên pháp máy tính Coleco Adam với trò chơi Donkey Kong của Nintendo. Điều này vi phạm giấy phép độc quyền giữa Atari với Nintendo để phát hành trò chơi cho các hệ thống máy tính của riêng họ, làm trì hoãn việc thực hiện hợp đồng tiếp thị máy chơi game của Nintendo với Atari. Giám đốc điều hành của Atari, Ray Kassar, đã bị sa thải vào tháng kế đó, vì vậy thỏa thuận chẳng đi đến đâu, và Nintendo quyết định tự tiếp thị hệ máy của mình.:283–285[g]

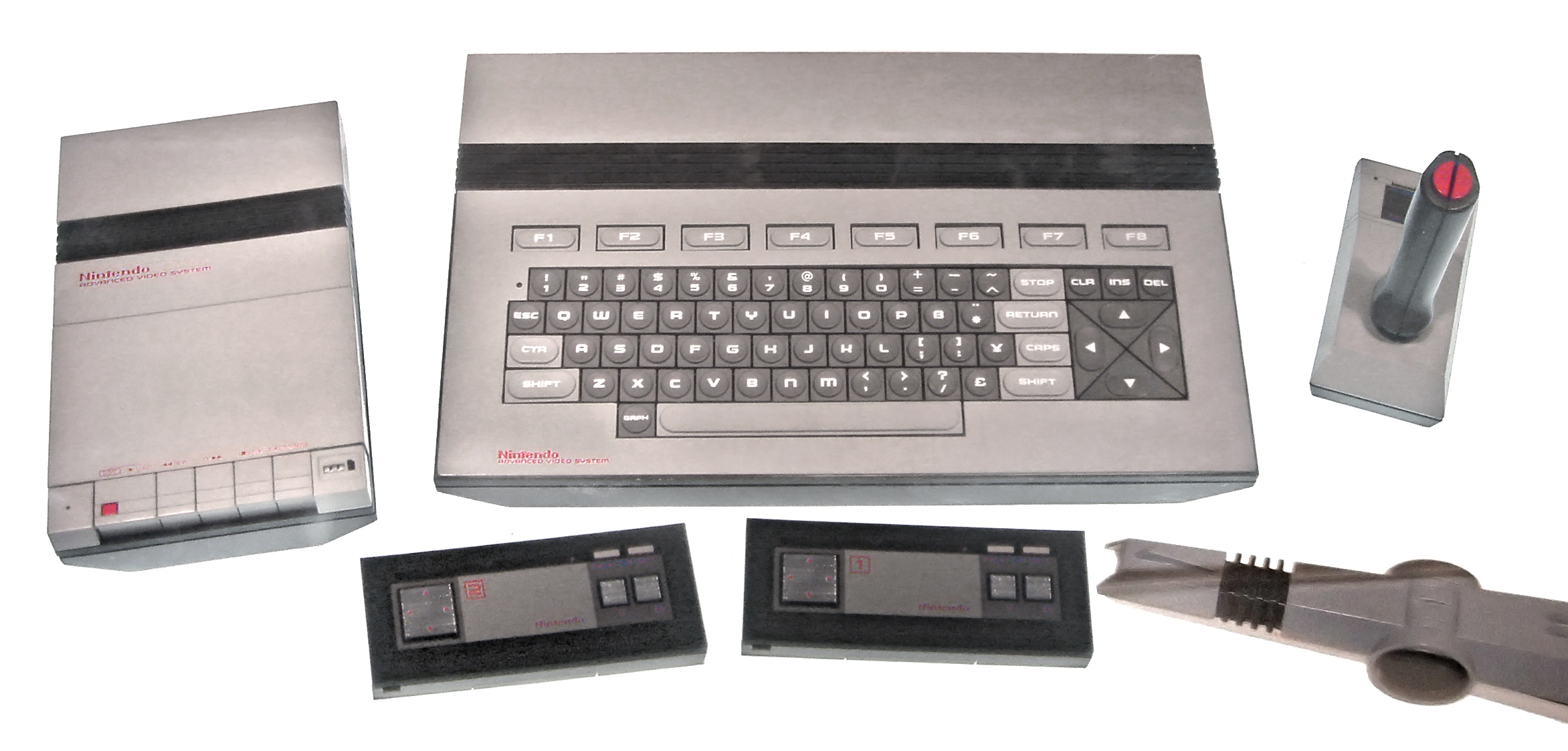
Gói đề xuất Advanced Video System, bao gồm ổ cắm băng cassette và các phụ kiện không dây.

Các kế hoạch tiếp theo cho Nintendo Advanced Video System cũng không bao giờ thành hiện thực: một máy Famicom ở Bắc Mỹ, đóng gói chung với bàn phím, bộ ghi dữ liệu băng cassette, bộ cần điều khiển không dây và băng BASIC đặc biệt.:287 Đến đầu năm 1985, hơn 2.5 triệu máy Famicom đã bán ra ở Nhật Bản, và Nintendo sớm công bố kế hoạch phát hành máy ở Bắc Mỹ với tên gọi Advanced Video Entertainment System (AVS) cùng năm đó. Các tạp chí về trò chơi điện tử ở Mỹ tỏ ra nghi ngờ liệu máy chơi trò chơi này có thể tạo ra bất kỳ thành công nào trong khu vực, vì ngành công nghiệp vẫn đang phục hồi sau sự cố trò chơi điện tử năm 1983. Tạp chí Electronic Games số ra tháng 3 năm 1985 tuyên bố "thị trường trò chơi điện tử ở Mỹ đã hầu như biến mất" và rằng "đây có thể là một tính toán sai lầm của Nintendo".
Phần cứng Famicom lần đầu tiên ra mắt tại Bắc Mỹ với hình thức arcades, dưới dạng Nintendo VS. System năm 1984; sự thành công của hệ máy này đã mở đường cho việc phát hành chính thức máy NES. Với việc các nhà bán lẻ Hoa Kỳ từ chối cung cấp máy chơi game, Yamauchi nhận ra rằng vẫn còn thị trường cho trò chơi điện tử trong arcade, vì vậy ông quyết định giới thiệu Famicom đến Bắc Mỹ thông qua ngành công nghiệp arcade. VS. System đã trở thành một thành công lớn giữa các trò chơi điện tử ở Bắc Mỹ, trở thành máy game arcade có doanh thu cao nhất năm 1985 tại Hoa Kỳ. Vào thời điểm NES ra mắt, gần 100.000 VS. System bán ra cho các công ty cung cấp arcade ở Mỹ. Sự thành công của VS. System đã tăng thêm sự tự tin cho Nintendo khi phát hành Famicom ở Bắc Mỹ dưới dạng một máy chơi trò chơi điện tử, mà ngày càng có nhiều sự quan tâm hơn, nhờ vào danh tiếng tốt đẹp của Nintendo trong mảng trò chơi điện tử. Nó cũng cho Nintendo cơ hội để thử nghiệm các trò chơi mới như VS. Paks trong arcade, để xác định trò chơi nào sẽ phát hành cho phiên bản NES khi ra mắt.
Tại Triển lãm Hội chợ Điện tử Tiêu dùng (CES) tháng 6 năm 1985, Nintendo đã giới thiệu phiên bản Famicom của Mỹ, với bộ vỏ mới do Lance Barr thiết kế lại và có khe cắm băng "không cần lực chèn". Sự thay đổi từ máy tải-trên (cắm băng từ trên xuống) của Famicom thành máy tải-trước (cắm băng từ phía trước) làm cho máy mới giống máy thâu băng hình (đầu từ) hơn, vốn đã rất phổ biến vào năm 1985 và đã được phân biệt rõ ràng thiết bị này với các máy chơi trò chơi điện tử trước đây. Ngoài ra, Uemura giải thích rằng các nhà phát triển Nintendo đã lo sợ rằng thiết bị điện tử của máy có thể đối mặt với nguy cơ tĩnh điện ở các tiểu bang khô hạn của Mỹ như Arizona và Texas, và thiết kế tải trước sẽ an toàn hơn nếu trẻ em sử dụng máy bất cẩn.
Cuối cùng, chính thức triển khai tên gọi Nintendo Entertainment System (NES). Nintendo đã bán thử những máy đầu tiên này cho các thị trường thử nghiệm hạn chế của Mỹ bắt đầu từ New York vào ngày 18 tháng 10 năm 1985 và theo sau đó tại Los Angeles vào tháng 2 năm 1986; bản phát hành ra toàn nước Mỹ là vào tháng 9 năm 1986. Nintendo đã phát hành 17 tựa trò chơi khởi động: 10-Yard Fight, Baseball, Clu Clu Land, Duck Hunt, Excitebike, Golf, Gyromite, Hogan's Alley, Ice Climber, Kung Fu, Pinball, Soccer, Stack-Up, Super Mario Bros., Tennis, Wild Gunman và Wrecking Crew.[h] Để đẩy nhanh tốc độ sản xuất, một số trò chơi ra mắt này chứa chip Famicom với bộ điều hợp bên trong băng để có thể chơi trên máy Bắc Mỹ, đó là lý do tại sao màn hình vào trò chơi của Gyromite và Stack-Up hiện tựa bên Famicom là "Robot Gyro" và "Robot Block".

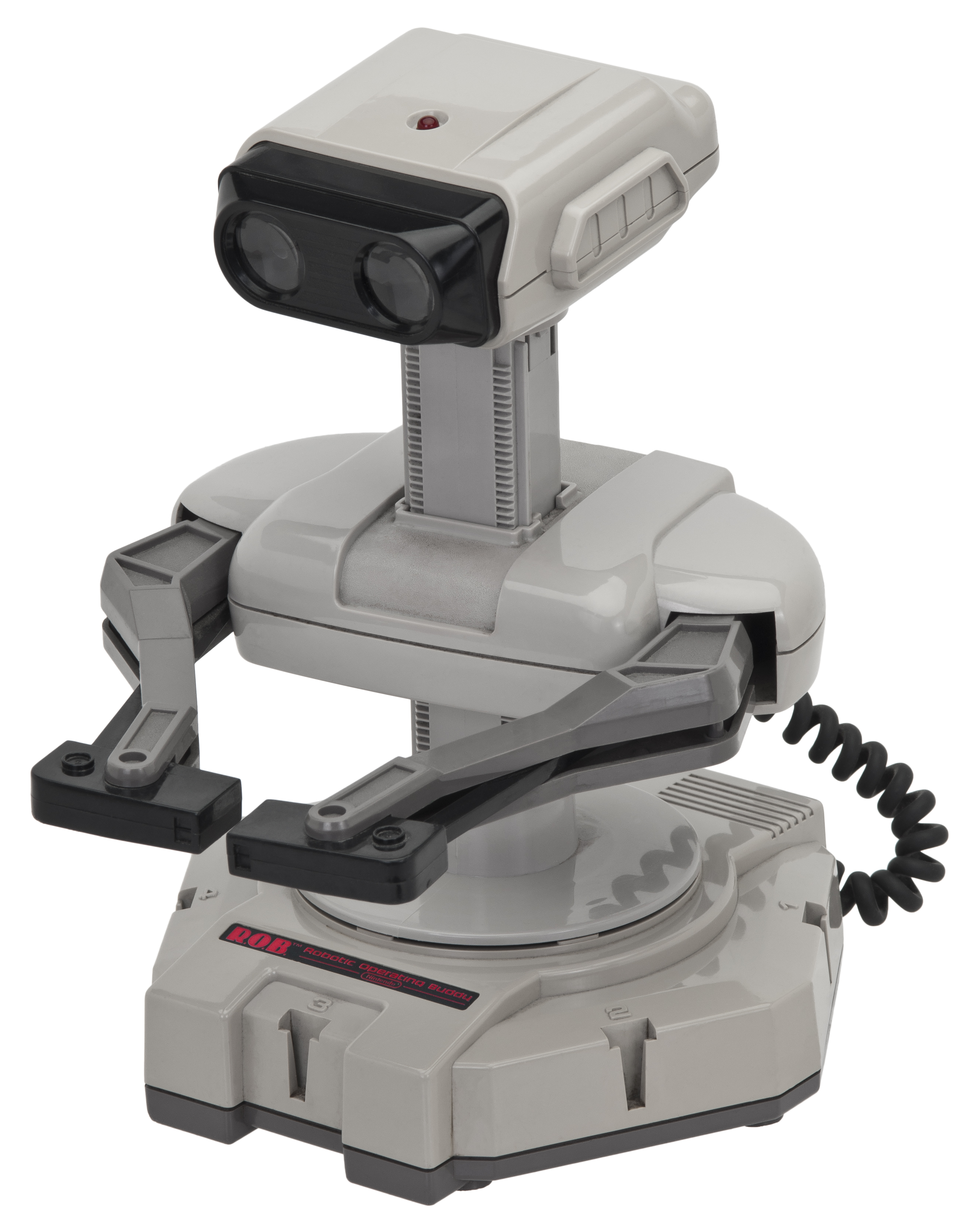
ROB (Robotic Operating Buddy), một phụ kiện giới thiệu trong lần ra mắt năm 1985 của NES. Mặc dù có tuổi thọ sản phẩm ngắn, ROB ban đầu dùng để để tiếp thị NES là mới lạ và tinh vi hơn so với các máy chơi trò chơi trước đó.

Màn ra mắt của hệ máy không chỉ đại diện cho một sản phẩm mới mà còn là sự tái cấu trúc lại thị trường trò chơi điện tử gia đình đang bị tổn hại nghiêm trọng. Vụ tai nạn trò chơi điện tử năm 1983 xảy ra một phần lớn do sự thiếu tin tưởng của người dùng và nhà bán lẻ đối với trò chơi điện tử, một phần do sự nhầm lẫn và xuyên tạc trong cách tiếp thị trò chơi điện tử. Trước NES, bao bì của nhiều trò chơi điện tử chỉ chăm chăm trình bày các tác phẩm nghệ thuật khoa trương, phóng đại đồ họa thực tế trong trò chơi. Về đặc điểm nhận dạng sản phẩm, một trò chơi như Pac-Man sẽ xuất hiện ở nhiều phiên bản trên nhiều máy chơi trò chơi và máy tính khác nhau, với sự khác biệt lớn về đồ họa, âm thanh và chất lượng chung giữa các phiên bản. Trái ngược hoàn toàn, chiến lược tiếp thị của Nintendo nhằm lấy lại niềm tin của người tiêu dùng và nhà bán lẻ bằng cách cung cấp một hệ máy duy nhất có công nghệ không cần cường điệu và chất lượng của nó đã được xác định rõ ràng.
Để phân biệt hệ máy mới của Nintendo với nhận thức về một thị trường trò chơi điện tử đầy khó khăn và nông cạn vẫn còn quay cuồng sau vụ tai nạn năm 1983, công ty đã làm mới sản phẩm của mình và thiết lập chính sách cấp phép lẫn phê duyệt sản phẩm nghiêm ngặt. Hệ máy tổng thể được gọi là "Hệ thống giải trí" (Entertainment System) thay vì "hệ thống trò chơi điện tử" (video game system), tập trung vào một máy được gọi là "Bộ điều khiển" (Control Deck) thay vì "máy chơi trò chơi điện tử" (console) và có các băng chứa phần mềm được gọi là "Hộp băng" (Game Paks) thay vì " trò chơi điện tử"(video games). Điều này cho phép Nintendo thu được nhiều lợi nhuận hơn trong việc bán hệ máy này trong các cửa hàng đồ chơi. Để ngăn chặn việc sản xuất các trò chơi chưa được Nintendo cấp phép và để ngăn chặn việc sao chép, hệ thống chip khóa 10NES hoạt động như một khớp nối khóa và chìa khóa của mỗi Game Pak và Control Deck. Bao bì của các trò chơi NES mang hình ảnh đại diện gần gũi với đồ họa thực tế trên màn hình. Để giảm bớt sự nhầm lẫn của người tiêu dùng, các ký hiệu trên bao bì của trò chơi chỉ rõ thể loại trò chơi. Dấu chất lượng có trên tất cả các bao bì trò chơi và phụ kiện được cấp phép. Con dấu ban đầu ghi, "Con dấu này là sự đảm bảo cho bạn rằng Nintendo đã chấp thuận và đảm bảo chất lượng của sản phẩm này". Văn bản này sau đó đã được đổi thành "Con dấu chất lượng chính thức của Nintendo".
Không giống như Famicom, Nintendo of America tiếp thị máy chủ yếu cho trẻ em, thiết lập một chính sách nghiêm ngặt về kiểm duyệt nội dung tục tĩu, khiêu dâm, tôn giáo hoặc chính trị. Ví dụ nổi tiếng nhất là nỗ lực của Lucasfilm để chuyển thể trò chơi hài-kinh dị Maniac Mansion lên NES, mà Nintendo khẳng định phải loại bỏ rất nhiều phần. Nintendo of America tiếp tục chính sách kiểm duyệt cho đến năm 1994 với sự ra đời của hệ thống Bảng xếp hạng phần mềm giải trí (Entertainment Software Rating Board - ESRB), đồng thuận với những lời chỉ trích xuất phát từ việc cắt giảm phiê bản chuyển Super NES của Mortal Kombat so với Sega Genesis '.
Robotic Operating Buddy, hoặc ROB, là một phần của kế hoạch tiếp thị nhằm miêu tả công nghệ của NES trở nên mới lạ và tinh vi khi so sánh với các máy chơi trò chơi trước đó, đồng thời thể hiện vị thế của nó trong tầm với của thị trường đồ chơi, đã được thiết lập tốt hơn. Mặc dù lúc đầu, công chúng Mỹ tỏ ra ít hào hứng với bản thân máy chơi trò chơi, các thiết bị ngoại vi như súng ánh sáng và ROB đã thu hút sự chú ý rộng rãi.
Ở Châu Âu và Châu Đại Dương, hệ thống được phát hành ở hai khu vực tiếp thị riêng biệt. Khu vực đầu tiên bao gồm lục địa Châu Âu (ngoại trừ Ý), nơi việc phân phối được thực hiện bởi một số công ty khác nhau, trong đó Nintendo chịu trách nhiệm trong việc sản xuất. Hầu hết khu vực này đều có bản phát hành năm 1987. Bản phát hành ở Scandinavia là vào năm 1986, được phát hành bởi Bergsala. Tại Hà Lan, máy được phân phối bởi Bandai BV. Năm 1987 Mattel xử lý phân phối cho khu vực thứ hai, bao gồm Anh, Ireland, Ý, Úc và New Zealand. Mattel cũng xử lý việc phân phối cho Nintendo ở Canada, tuy nhiên máy không liên quan đến các bản phát hành Châu Âu/Úc nói trên.
Tại Brazil, hệ máy được Playtronic phát hành vào cuối năm 1993, ngay cả sau SNES. Nhưng thị trường Brazil đã bị thống trị bởi các bản sao NES lậu - cả sản xuất trong nước và nhập lậu từ Trung Quốc và Đài Loan. Một trong những bản sao nội địa thành công nhất là Phantom System, được sản xuất bởi Gradiente, được xem như chấm dứt việc cấp phép cho các sản phẩm của Nintendo trong nước trong thập kỷ tiếp theo. Doanh số của các sản phẩm được cấp phép chính thức khá thấp, do việc sao chép cũng như ra mắt khá muộn và giá các sản phẩm được cấp phép của Nintendo lại cao.

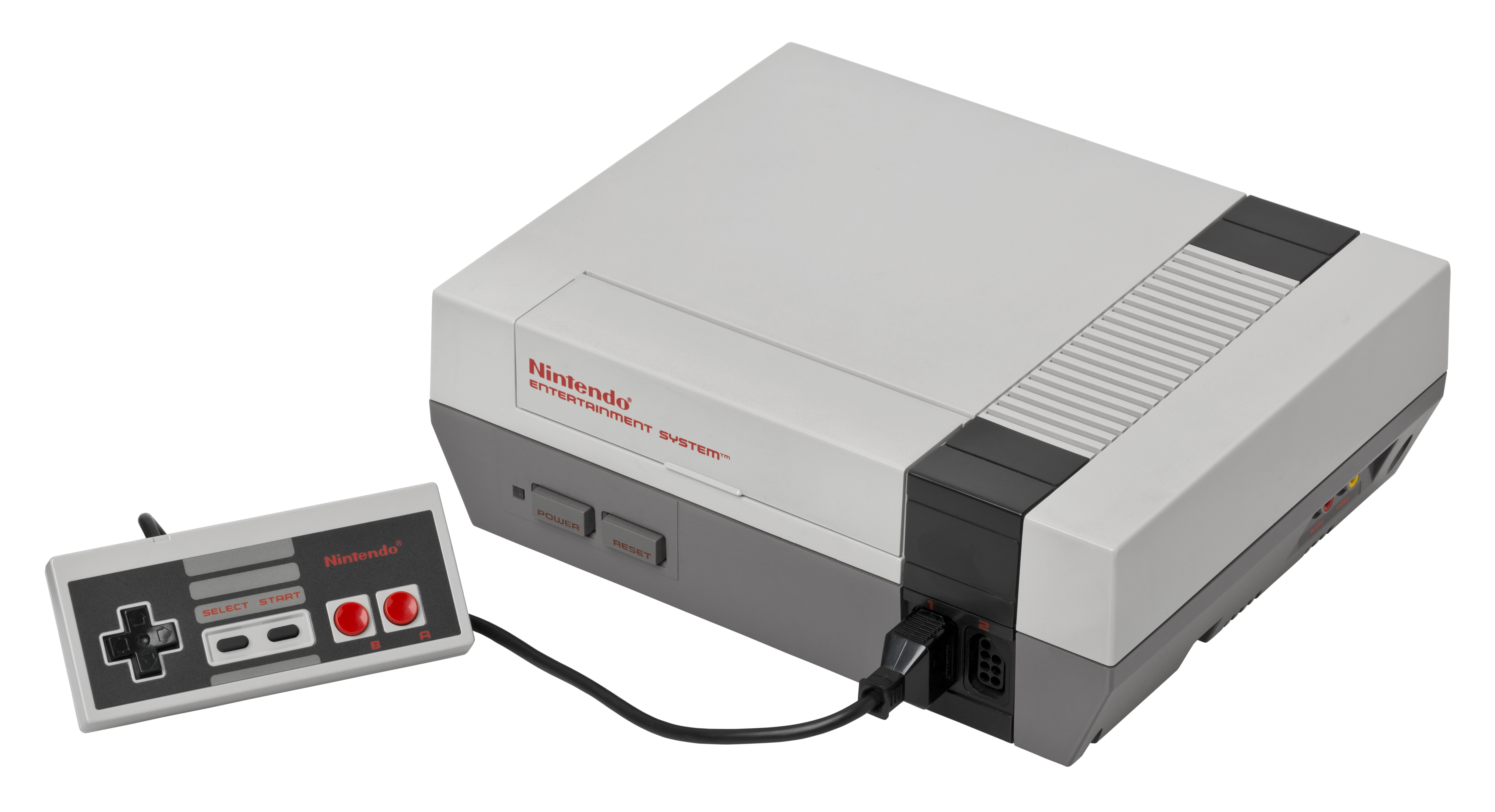
Tay cầm điều khiển của Nintendo Entertainment System

Đối với bản phát hành hoàn chỉnh ở Bắc Mỹ, Nintendo Entertainment System đã được phát hành dần dần trong những năm tiếp theo với nhiều gói khác nhau, bắt đầu với Deluxe Set, Basic Set, Action Set và Power Set. Deluxe Set, bán lẻ ở 179,99 đô la Mỹ (tương đương $52.884 năm 2022),  bao gồm ROB, một khẩu súng ánh sáng có tên là NES Zapper, hai tay cầm và hai Game Paks: Gyromite và Duck Hunt. Basic Set, được phát hành lần đầu vào năm 1987, được bán lẻ với 89,99 đô la Mỹ nếu không kèm trò chơi và 99,99 đô la Mỹ kèm với băng Super Mario Bros. Action Set, được bán lẻ vào tháng 11 năm 1988 với 149,99 đô la Mỹ, đi kèm với Control Deck, hai tay cầm, một NES Zapper và một Game Pak kép chứa cả Super Mario Bros. và Duck Hunt. :305 Năm 1989, Power Set bao gồm máy, hai tay cầm, một NES Zapper, một Power Pad và ba Game Pak là Super Mario Bros, Duck Hunt và World Class Track Meet. Năm 1990, một gói Sports Set được phát hành, bao gồm máy, một bộ chuyển đổi đa điểm không dây hồng ngoại NES Satellite, bốn tay cầm và một Game Pak kép chứa Super Spike V'Ball và Nintendo World Cup. Hai gói khác sau đó đã được phát hành với nguyên mẫu NES mẫu ban đầu. Challenge Set năm 1992 bao gồm máy, hai tay cầm và một Game Pak Super Mario Bros. 3 với giá bán lẻ 89,99 đô la Mỹ. Bộ Basic Set được đóng gói lại với giá bán lẻ 89,99 đô la Mỹ. Nó chỉ bao gồm máy và hai tay cầm, không còn đi kèm với băng.  Thay vào đó, nó kèm một cuốn sách là Hướng dẫn chính thức cho người chơi Nintendo, trong đó có thông tin chi tiết về mọi trò chơi NES được tạo ra cho đến thời điểm đó.
Cuối cùng, máy đã được thiết kế lại cho cả thị trường Bắc Mỹ và Nhật Bản như một phần của gói cuối cùng do Nintendo phát hành. Bao gồm máy NES-101 kiểu mới và một tay cầm kiểu "xương chó" được thiết kế lại. Phát hành vào tháng 10 năm 1993 tại Bắc Mỹ, gói cuối cùng này được bán lẻ với 49,99 đô la Mỹ và vẫn được sản xuất cho đến khi ngừng sản xuất NES vào năm 1995.

### Ngừng sản xuất
Vào ngày 14 tháng 8 năm 1995, Nintendo ngừng cung cấp Nintendo Entertainment System ở cả Bắc Mỹ và Châu Âu. Ở Bắc Mỹ, các thiết bị thay thế cho NES tải-trước ban đầu có sẵn với giá 25 đô la để đổi lấy một máy bị hỏng cho đến ít nhất là tháng 12 năm 1996, theo chương trình Power Swap của Nintendo. Game Boy và Super Nintendo cũng được bảo hiểm trong chương trình này, với giá lần lượt là 25 đô la Mỹ và 35 đô la Mỹ.
Famicom chính thức ngừng hoạt động vào tháng 9 năm 2003. Nintendo đã cung cấp dịch vụ sửa chữa cho Famicom ở Nhật Bản cho đến năm 2007, khi nó bị ngừng sản xuất do thiếu các linh kiện.

## Phần cứng

### Cấu hình
Mặc dù các phiên bản Famicom Nhật Bản, Bắc Mỹ và Châu Âu NES về cơ bản bao gồm cùng một phần cứng, nhưng có một số điểm khác biệt chính giữa các hệ máy.
Famicom Nhật Bản nguyên bản chủ yếu là nhựa trắng, với viền màu đỏ sẫm. Nó có khe cắm băng gắn trên cùng, các rãnh ở cả hai mặt hai bên, nơi gắn tay cầm điều khiển có dây cứng khi không sử dụng và một cổng mở rộng 15 chân nằm phía trước máy để gắn các phụ kiện.
Trong khi đó, NES ban đầu có băng gắn-phía-trước được che lại bởi một cánh cửa nhỏ có bản lề, có thể mở ra để lắp hoặc tháo băng và đóng vào. Máy được phối màu xám, đen và đỏ nhạt. Một cổng mở rộng nằm ở dưới cùng và sơ đồ chân đầu nối để cắm băng đã được thay đổi.
Tại Anh, Ý và Úc, tất cả đều chia sẻ khu vực PAL-A, "Mattel Version" của NES được phát hành, với Anh cũng nhận được "NES Version" của NES và Ý sau đó nhận được NES "Versione Italiana". Khi NES lần đầu tiên được phát hành tại các quốc gia đó, máy được phân phối bởi Mattel và Nintendo quyết định sử dụng chip khóa dành riêng cho các quốc gia đó, khác với chip được sử dụng ở các quốc gia châu Âu khác. 

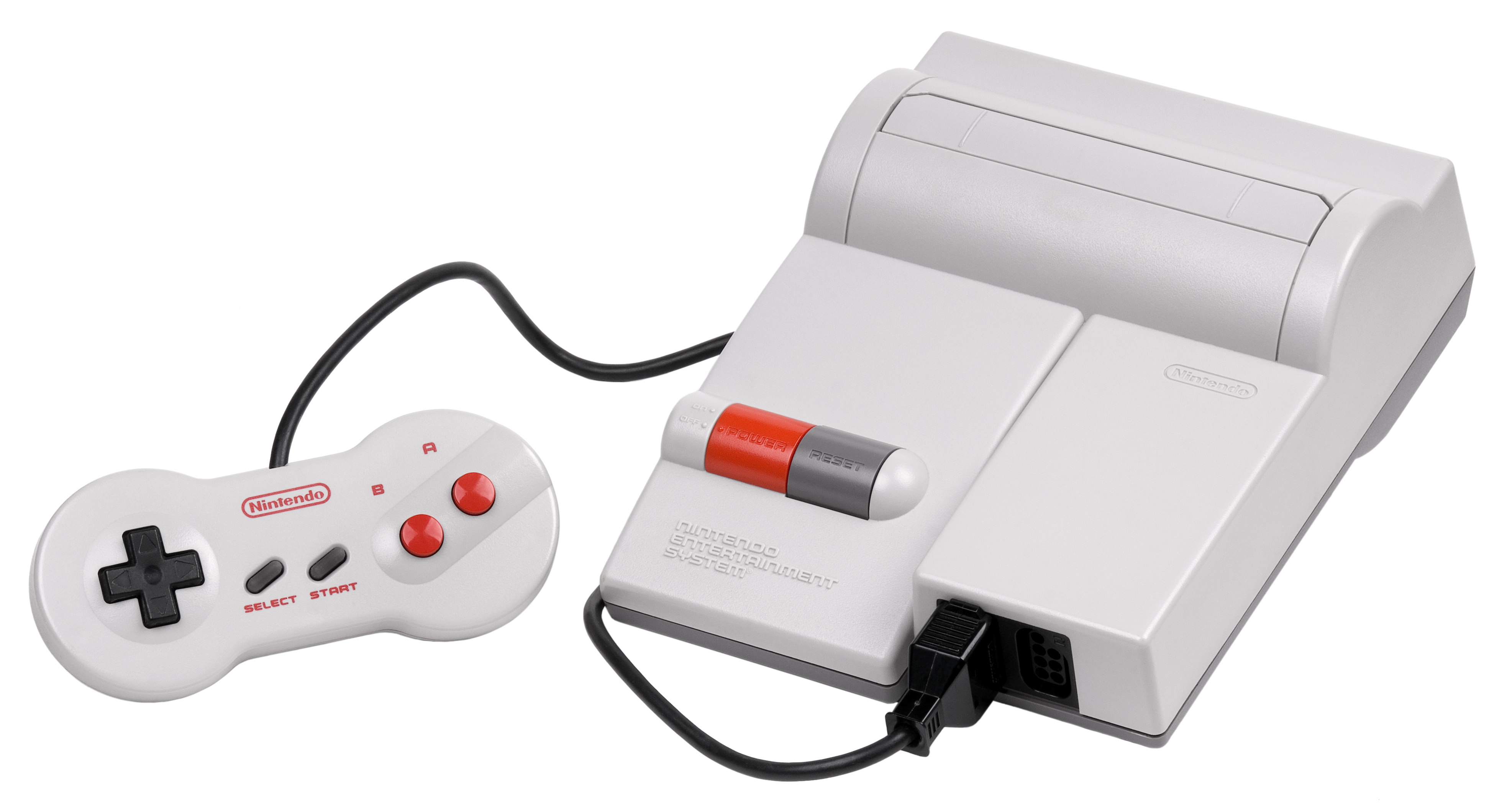
Tay cầm NES-101 cùng với máy NES-039 được thiết kế lại.

Vào tháng 10 năm 1993, Nintendo đã thiết kế lại NES để đồng nhất với thiết kế của Super Nintendo Entertainment System mới ra mắt và Super Famicom của Nhật Bản. Giống như SNES, mẫu NES-101 gắn băng qua một khe có nắp đậy trên đầu thiết bị thay thế cho cơ chế phức tạp của thiết kế trước đó. Máy chỉ được phát hành ở Mỹ và Úc. 

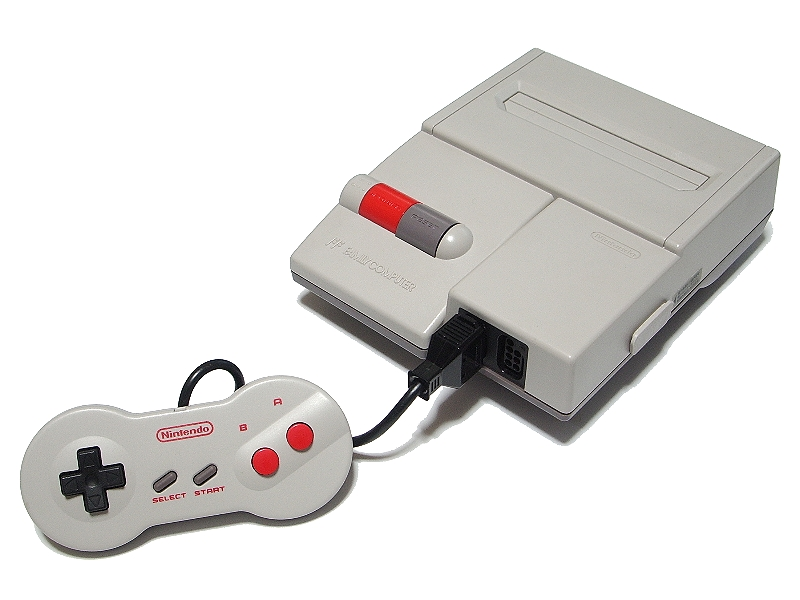
Tay cầm HVC-101 cùng với máy HVC-102 được thiết kế lại.

Vào tháng 12 năm 1993, Famicom cũng được thiết kế lại. Máy cũng gắn băng qua một khe có nắp đậy trên đầu thiết bị và sử dụng tay cầm không có dây cứng. Vì HVC-101 sử dụng đầu ra video tổng hợp thay vì chỉ là RF như HVC-001, Nintendo đã tiếp thị mẫu mới hơn là AV Famicom. Vì tay cầm mới không có micrô như tay cầm thứ hai trên máy gốc, một số trò chơi nhất định như phiên bản Disk System của The Legend of Zelda và Raid on Bungeling Bay có một số thủ thuật nhất định không thể tái tạo khi chơi trên HVC -101 Famicom. Vào tháng 10 năm 1987, Nintendo đã phát hành tai nghe lập thể 3D được gọi là Famicom 3D System (HVC-031) chỉ có ở Nhật Bản.

### Lỗi thiết kế

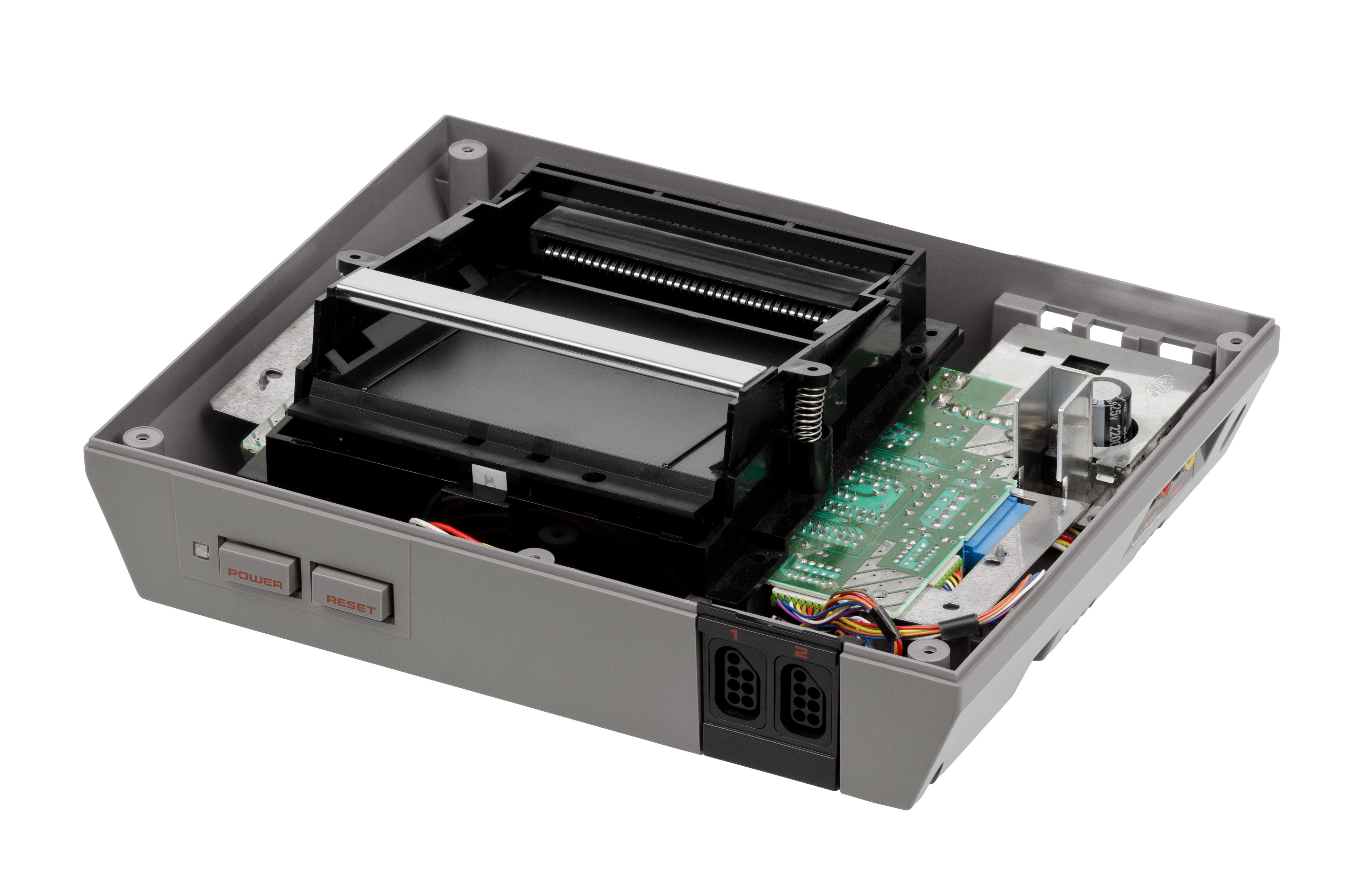
Cơ chế tải giống VCR của NES đã dẫn đến các vấn đề theo thời gian. Thiết kế làm mòn các chân kết nối nhanh chóng và dễ bị bẩn, dẫn đến khó khăn khi đọc trò chơi Paks trên NES.

Phong cách thiết kế của Nintendo cho bản phát hành tại Mỹ cố tình tạo ra khác biệt so với các máy trò chơi khác. Nintendo muốn phân biệt sản phẩm của mình với sản phẩm của các đối thủ cạnh tranh và để tránh tiếng xấu mà các máy chơi trò chơi dính phải sau sự cố trò chơi điện tử ở Bắc Mỹ năm 1983. Kết quả của triết lý này là ngụy trang thiết kế khe cắm băng như một ổ cắm băng không cần lực chèn (ZIF) tải-trước, giống với cơ chế tải-trước của VCR. Đầu nối được thiết kế mới hoạt động khá tốt, khi cả đầu nối và băng đều sạch và các chân trên đầu nối còn mới. Thật không may, đầu nối ZIF không thực sự là lực chèn bằng không. Khi người dùng lắp băng vào NES, lực nhấn hộp mực xuống và đúng vị trí sẽ làm cong nhẹ các chân tiếp xúc, cũng như việc bảng ROM của băng vào chính hộp băng. Việc lắp và tháo băng thường xuyên khiến các chân cắm bị mòn do sử dụng nhiều lần trong nhiều năm và thiết kế ZIF dễ bị bụi bẩn hơn so với đầu nối cạnh thẻ theo tiêu chuẩn công nghiệp. Những vấn đề thiết kế này càng trở nên trầm trọng hơn bởi sự lựa chọn vật liệu của Nintendo; lò xo đầu nối niken của khe điều khiển bị mài mòn do thiết kế và đầu nối niken mạ đồng của băng trò chơi cũng dễ bị hoen ố và oxy hóa. Nintendo đã tìm cách khắc phục những vấn đề này bằng cách thiết kế lại Super Nintendo (SNES) thế hệ tiếp theo như một máy tải-trước tương tự như Famicom để đảm bảo kết quả tốt hơn khi đọc băng trò chơi. Nhiều người chơi cố gắng giảm bớt các vấn đề trong trò chơi do sự ăn mòn này gây ra bằng cách thổi vào băng, sau đó lắp lại, điều này thật ra là làm tăng tốc độ xỉn màu do hơi ẩm. Một cách để làm chậm quá trình xỉn màu và kéo dài tuổi thọ của hộp mực là sử dụng cồn isopropyl và gạc, cũng như chất đánh bóng kim loại không dẫn điện như Brasso hoặc Sheila Shine.

### Khóa máy

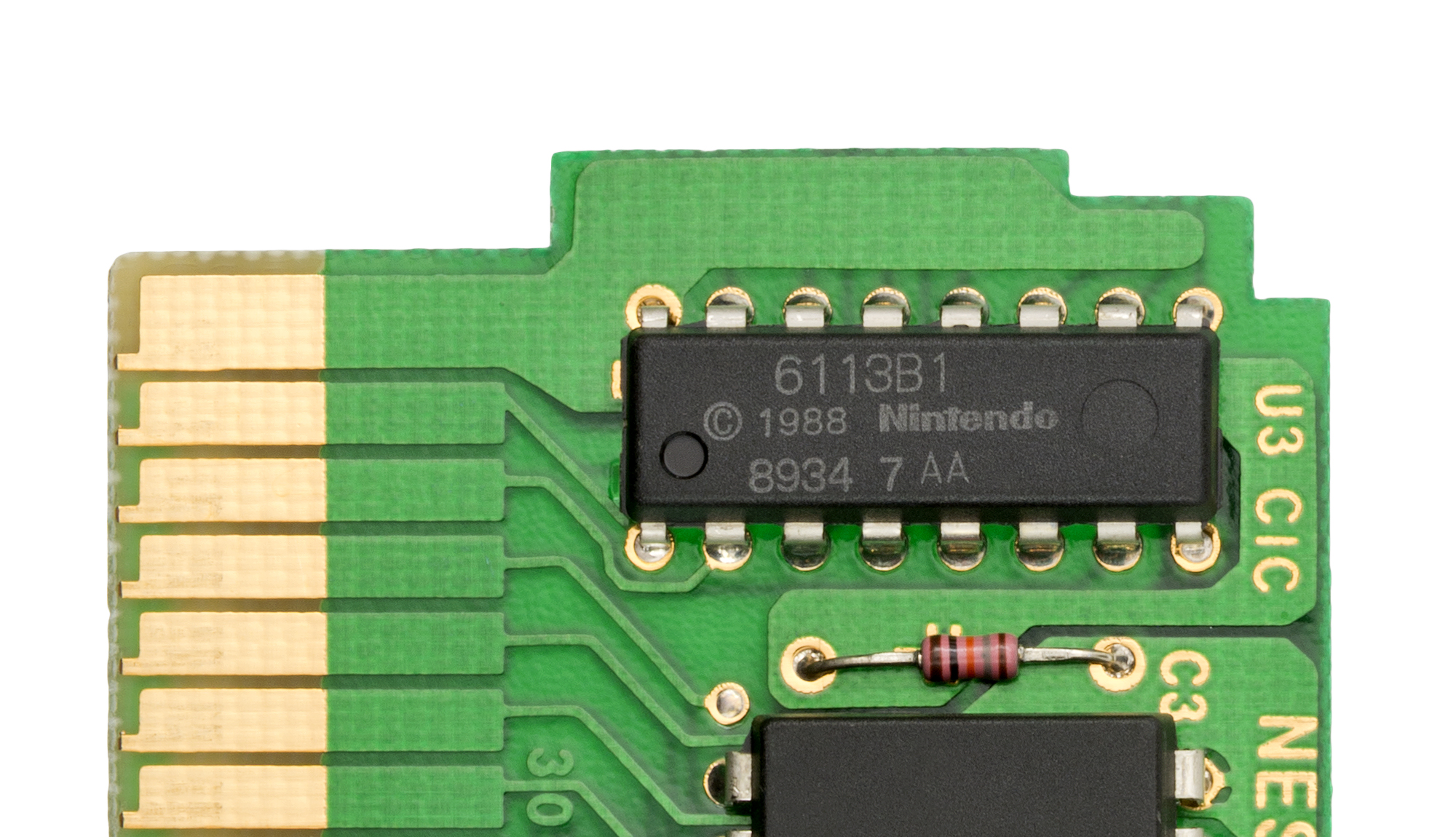
Chip xác thực 10NES (ở trên cùng) đã góp phần vào các vấn đề về độ tin cậy của máy. Mạch cuối cùng đã bị loại bỏ khỏi NES 2 được tu sửa lại.

Famicom khi được phát hành tại Nhật Bản không chứa khóa phần cứng, dẫn đến việc băng không có giấy phép (cả hợp pháp và hàng lậu) trở nên cực kỳ phổ biến trên khắp Nhật Bản và Đông Á. NES ban đầu chứa chip khóa 10NES, giúp ngăn máy chạy các băng chưa được Nintendo phê duyệt. Mẫu NES-101 tải-trước được phát hành vào năm 1993 không sử dụng chip này hoặc bất kỳ thiết bị khóa nào khác.
Ban đầu, chip 10NES đã chứng tỏ một rào cản đáng kể đối với các nhà phát triển không có giấy phép đang tìm cách phát triển và bán các trò chơi. Tuy nhiên, với những người có sở thích mày mò, trong những năm sau đó đã phát hiện ra rằng việc tháo rời NES và cắt chân thứ tư của chip khóa sẽ thay đổi chế độ hoạt động của chip từ "ổ khóa" thành "chìa khóa", loại bỏ tất cả các hiệu ứng và cải thiện đáng kể khả năng chơi trò chơi hợp pháp của bảng điều khiển, cũng như băng lậu và các bản chuyển thể.
Máy NES được bán ở các khu vực khác nhau có chip khóa khác nhau, vì vậy các trò chơi được bán trên thị trường ở một khu vực không hoạt động trên máy đến từ khu vực khác. Các khu vực đã biết bao gồm: Mỹ / Canada (chip khóa 3193); hầu hết Châu Âu, Hàn Quốc và các quốc gia nơi Nintendo of Europe chịu trách nhiệm phân phối (3195); Châu Á và Hồng Kông (3196); Anh, Ý và Úc (3197). Bởi vì hai loại chip khóa được phát hành ở châu Âu, băng trò chơi NES châu Âu thường có chữ "A" hoặc "B" ở mặt trước, cho biết liệu trò chơi có tương thích với máy của Anh / Ý / Úc (A) hay phần còn lại của Châu Âu (B). Các trò chơi ở phần còn lại của Châu Âu thường có dòng chữ trên băng ghi "Trò chơi này không tương thích với các phiên bản Mattel hoặc NES của Nintendo Entertainment System". Tương tự, hầu hết các trò chơi ở Anh / Ý / Úc đều ghi "Trò chơi này chỉ tương thích với các phiên bản Mattel hoặc NES của Nintendo Entertainment System".
Các vấn đề với chip khóa 10NES thường dẫn đến một trong những sự cố phổ biến nhất của máy: đèn nguồn màu đỏ nhấp nháy, máy tự bật và tắt liên tục vì 10NES sẽ khởi động lại máy sau mỗi giây. Chip khóa yêu cầu giao tiếp liên tục với chip trong trò chơi để hoạt động. :247 Các đầu nối bẩn, lão hóa và cong thường làm gián đoạn giao tiếp, dẫn đến hiệu ứng nhấp nháy. Trong các trường hợp khác, máy bật nhưng chỉ hiển thị màn hình trắng, xám hoặc xanh lá.
Người dùng đã cố gắng giải quyết vấn đề này bằng cách thổi không khí vào các đầu nối băng, lắp hộp mực vừa đủ để hạ ZIF, liếm các cạnh nối băng, vỗ vào mặt trên của máy sau khi lắp băng, xê dịch băng từ bên này sang bên kia sau khi lắp, đẩy ZIF lên và xuống liên tục, giữ ZIF xuống thấp hơn mức đáng lẽ và làm sạch các đầu nối bằng cồn. Nhiều phương pháp được sử dụng thường xuyên để khắc phục sự cố này thực sự có nguy cơ làm hỏng băng trò chơi hoặc máy. Năm 1989, Nintendo phát hành NES Cleaning Kit chính thức để giúp người dùng vệ sinh băng và máy khi bị trục trặc.
Với việc phát hành NES-101 (NES 2) tải-trước vào cuối vòng đời của NES, Nintendo đã giải quyết các vấn đề bằng cách chuyển sang đầu nối chân cắm tiêu chuẩn và loại bỏ chip khóa. Tất cả các máy Famicom đều sử dụng đầu nối tiêu chuẩn, cũng như hai máy chơi trò chơi tiếp theo của Nintendo, Super Nintendo Entertainment System và Nintendo 64.
Để đối phó với những sai sót phần cứng này, "Trung tâm sửa chữa được ủy quyền của Nintendo" (Nintendo Authorized Repair Centers) mọc lên khắp nước Mỹ. Theo Nintendo, chương trình ủy quyền được thiết kế để đảm bảo rằng máy móc được sửa chữa đúng cách. Nintendo sẽ chỉ giao các bộ phận thay thế cần thiết cho các cửa hàng đã đăng ký chương trình ủy quyền. Trên thực tế, quy trình ủy quyền chỉ bao gồm việc trả một khoản phí cho Nintendo để có được đặc quyền lưu trữ các phụ kiện đó.

### Famicom 3D System
Nintendo đã phát hành một thiết bị ngoại vi tai nghe lập thể được gọi là Famicom 3D System. Món này chưa bao giờ được phát hành bên ngoài Nhật Bản, vì nó là một thất bại thương mại, khiến một số trò chơi thủ cảm thấy đau đầu và buồn nôn.

### Famicom Modem
Nintendo đã phát hành một thiết bị ngoại vi modem có tên là Famicom Modem. Món này không dành cho các trò chơi truyền thống mà dành cho việc cờ bạc trong các cuộc đua ngựa thật, giao dịch chứng khoán và ngân hàng.

### Thông số kỹ thuật

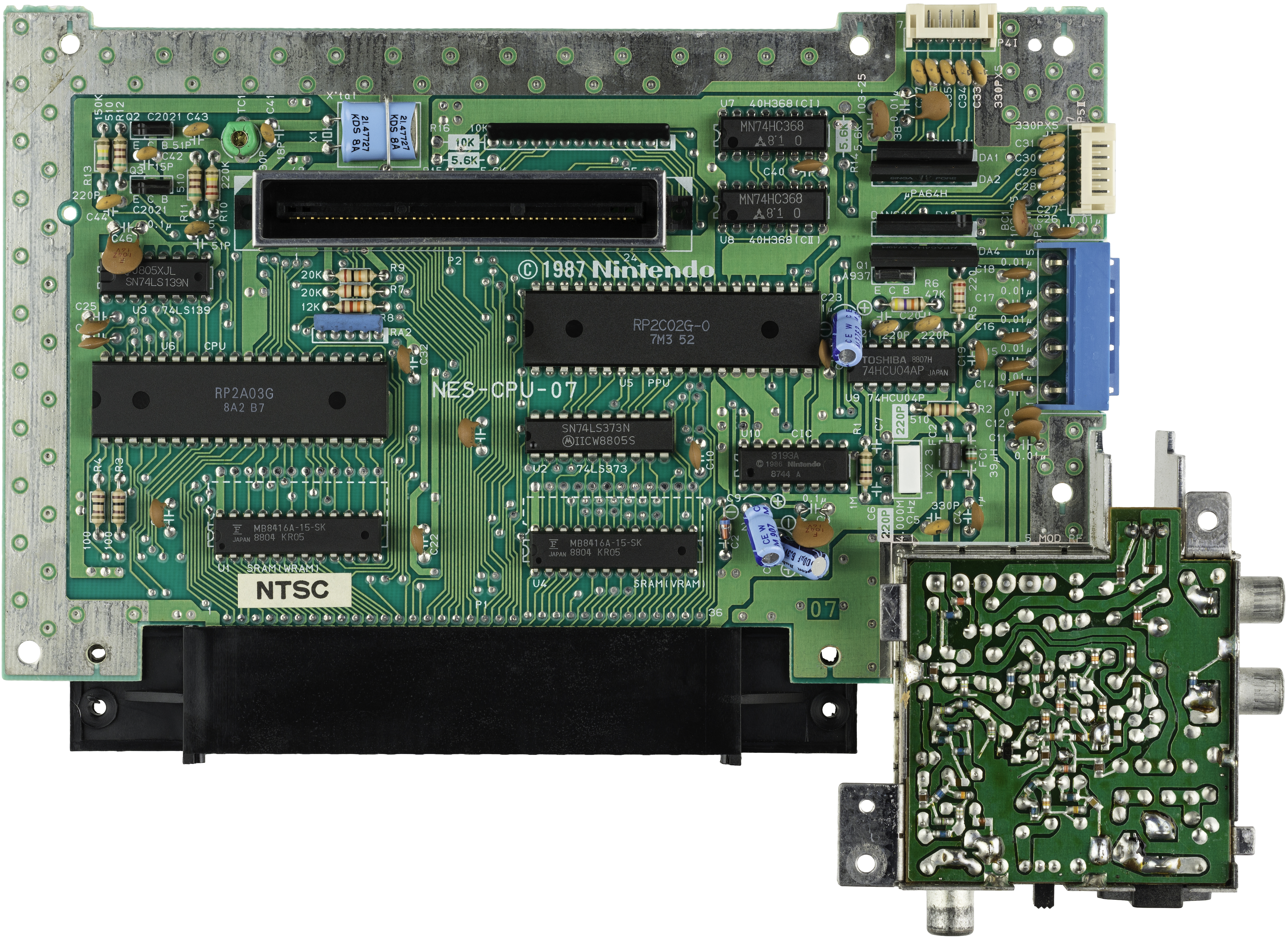
Bo mạch chủ của NES. Hai loại chip lớn nhất là CPU do Ricoh sản xuất và PPU.

Đối với CPU, NES sử dụng Ricoh 2A03, một bộ vi xử lý 8-bit có chứa lõi thứ hai MOS Technology 6502, chạy ở tốc độ 1,79 MHz cho NTSC NES và 1,66 MHz cho phiên bản PAL.
NES chứa 2 kB RAM hoạt động trên bo mạch. Băng trò chơi có thể chứa thêm RAM mở rộng để tăng dung lượng này. Kích thước của trò chơi NES thay đổi từ 8 kB (Galaxian) đến 1 MB (Metal Slader Glory), nhưng 128 đến 384 kB là phổ biến nhất.
NES  sử dụng Bộ xử lý hình ảnh (Picture Processing Unit-PPU) tùy chỉnh do Ricoh phát triển. Tất cả các biến thể của PPU gồm tính năng 2 kB RAM video, 256 byte của "bộ nhớ thuộc tính đối tượng" (object attribute memory-OAM) on-die để lưu trữ vị trí, màu sắc và chỉ số ô của tối đa 64 sprite trên màn hình và 28 byte RAM trên bảng màu để cho phép lựa chọn màu nền và màu sắc. 2 kB RAM tích hợp có thể được sử dụng cho các bản đồ và thuộc tính xếp trên bảng NES và 8 kB của đồ họa dạng gạch ROM hoặc RAM có thể được kèm theo băng. Hệ máy có sẵn một bảng màu gồm 48 màu và 6 màu xám. Có thể sử dụng tối đa 25 màu đồng thời mà không cần ghi giá trị mới giữa khung: một màu nền, bốn bộ ba màu gạch và bốn bộ ba màu sprite. Bảng màu NES dựa trên NTSC thay vì các giá trị RGB. Tổng số 64 sprites có thể được hiển thị trên màn hình tại một thời điểm nhất định mà không cần tải lại sprite giữa màn hình. Độ phân giải màn hình tiêu chuẩn của NES là 256 pixel ngang x 240 pixel dọc.
Kết nối đầu ra video khác nhau giữa các kiểu máy điều khiển. Mẫu HVC-001 ban đầu của Máy tính Gia đình chỉ có đầu ra bộ điều chế tần số vô tuyến (RF). Các máy ở Bắc Mỹ và Châu Âu có hỗ trợ video tổng hợp thông qua các đầu nối RCA ngoài bộ điều hợp RF. Mẫu HVC-101 của Famicom loại bỏ hoàn toàn bộ điều hợp RF và có đầu ra video tổng hợp thông qua đầu nối "đa chiều ra" 12 chân độc quyền được giới thiệu lần đầu tiên trên Super Famicom và Super Nintendo Entertainment System. Ngược lại, mẫu NES-101 được phát hành lại ở Bắc Mỹ gần giống nhất với mẫu Famicom gốc HVC-001, nó chỉ có đầu ra bộ điều hợp RF. Cuối cùng, PlayChoice-10 sử dụng đầu ra video RGB đảo.
NES hỗ trợ tổng cộng năm kênh âm thanh, hai trong số đó là các kênh xung nhịp với 4 cài đặt độ rộng xung, một là bộ tạo sóng tam giác, một là bộ tạo tiếng ồn (thường được sử dụng cho bộ gõ) và kênh thứ năm phát âm thanh kỹ thuật số chất lượng thấp.
NES hỗ trợ các chip mở rộng chứa trong một số băng nhất định để bổ sung các kênh âm thanh và giúp xử lý dữ liệu. Các nhà phát triển có thể thêm các chip này vào trò chơi của họ, chẳng hạn như Konami VRC6, Konami VRC7, Sunsoft 5B, Namco 163, và hai loại khác do chính Nintendo sản xuất: máy tạo sóng Nintendo FDS (chip Ricoh RP2C33 đã được sửa đổi với bảng tra cứu sóng chu kỳ đơn hỗ trợ âm thanh) và Bộ điều khiển quản lý bộ nhớ Nintendo 5 (Memory Management ControllerMMC5). Do sự khác biệt về dây dẫn giữa Famicom và NES, máy NES không thể truyền âm thanh được tạo ra bởi các chip mở rộng sử dụng các kênh âm thanh bổ sung, nhưng có thể được sửa đổi để lấy lại khả năng này.

### Phụ kiện

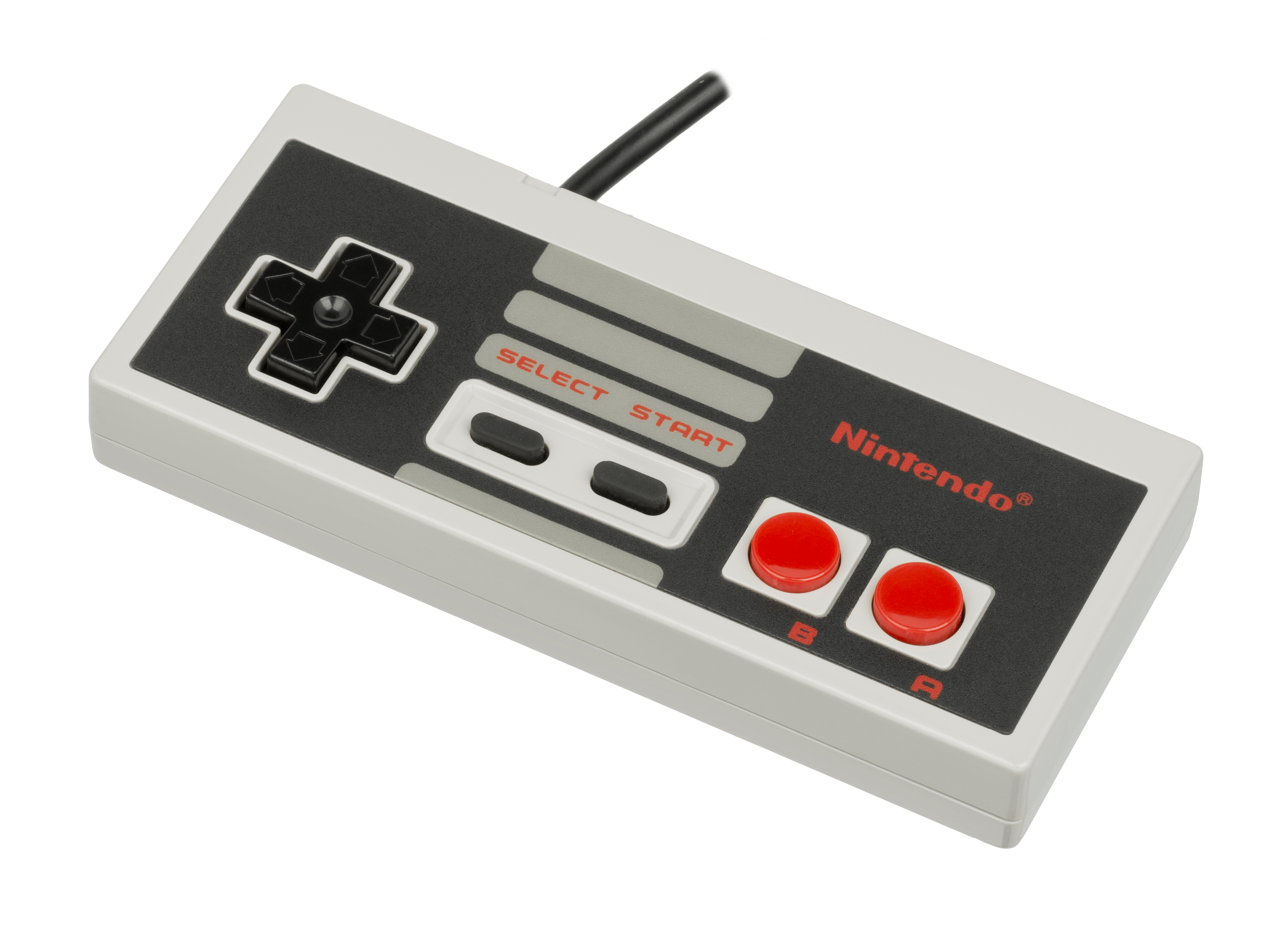
Ngoài việc có một bảng màu sửa đổi phù hợp với tông màu dịu hơn của chính tay cầm, bộ tay cầm điều khiển NES có thể tháo rời khỏi máy và không có micrô đặc trưng trong bộ tay cầm điều khiển Famicom.

#### Bộ tay cầm điều khiển
Bộ tay cầm điều khiển trò chơi được sử dụng cho cả NES và Famicom có thiết kế giống hình viên gạch thuôn dài với bố cục bốn nút đơn giản: hai nút tròn có nhãn "A" và "B", nút "START" và nút "SELECT". Ngoài ra, các tay cầm bố trí nút joypad hình chữ thập, được thiết kế bởi nhân viên Nintendo là Gunpei Yokoi cho Nintendo Game & Watch, để thay thế cần điều khiển cồng kềnh trên máy chơi trò chơi điện tử trước đó. :279
Phiên bản gốc Famicom có hai tay cầm, cả hai đều được gắn vào mặt sau của máy. Tay cầm thứ hai thiếu các nút START và SELECT nhưng có micrô nhỏ. Tương đối ít trò chơi sử dụng tính năng này. Các thiết bị Famicom được sản xuất sớm nhất có các nút A và B vuông. Điều này đã được thay đổi thành các thiết kế hình tròn do các nút hình vuông bị kẹt trong vỏ tay cầm khi nhấn xuống và trục trặc trong phần cứng khiến máy thỉnh thoảng bị treo khi chơi trò chơi.
Thay vì các tay cầm có dây cứng của Famicom, NES có hai cổng 7 chân tùy chỉnh ở mặt trước của máy để hỗ trợ các tay cầm của bên thứ ba, nếu có thể, dùng để thay thế. Các tay cầm đi kèm với NES giống hệt nhau và bao gồm các nút START và SELECT, cho phép một số phiên bản NES của trò chơi, chẳng hạn như The Legend of Zelda, sử dụng nút START trên tay cầm thứ hai để lưu trò chơi bất kỳ lúc nào. Tay cầm NES thiếu micrô, được sử dụng trên phiên bản Famicom của Zelda để tiêu diệt một số kẻ thù hoặc để hát với các trò chơi karaoke.  

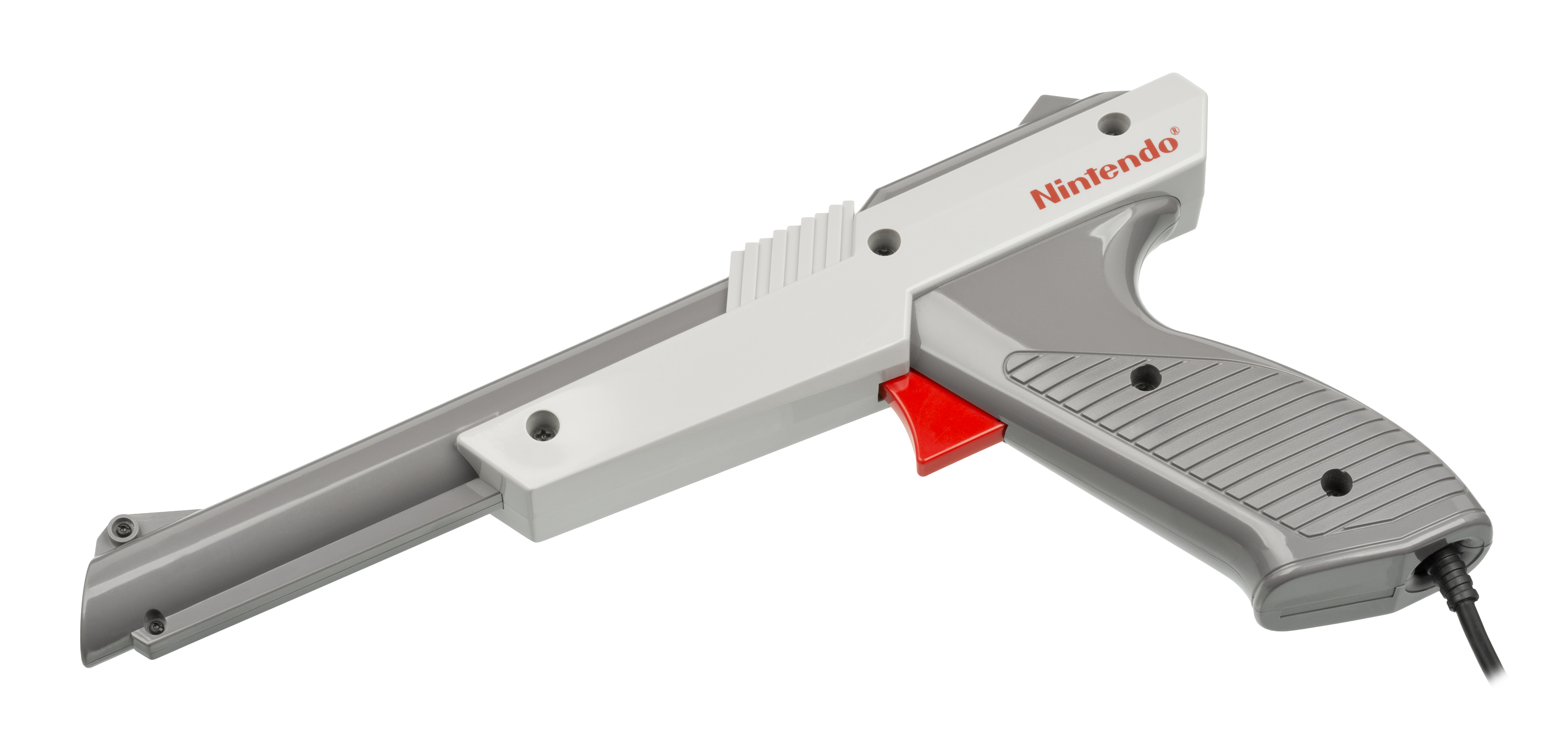
NES Zapper, một phụ kiện súng ánh sáng

Một số bộ điều khiển đặc biệt được sử dụng cho các trò chơi cụ thể, mặc dù không được sử dụng phổ biến. Các thiết bị này bao gồm súng ánh sáng Zapper, ROB, :297 và Power Pad. :226  Famicom ban đầu có cổng mở rộng DA-15 sâu ở mặt trước của máy, được sử dụng để kết nối hầu hết các thiết bị phụ trợ. Trên NES, các bộ điều khiển đặc biệt này thường được kết nối với một trong hai cổng ở mặt trước máy.
Nintendo đã sản xuất hai bộ điều khiển nâng cao cho NES được gọi là NES Advantage và NES Max. Cả hai bộ điều khiển đều có tính năng Turbo, trong đó một lần nhấn nút tương đương nhiều lần tự động nhấn nhanh. Tính năng này cho phép người chơi bắn nhanh hơn nhiều trong các trò chơi bắn súng. NES Advantage có hai nút điều chỉnh tốc độ bắn từ nhanh đến siêu nhanh, cũng như nút "Chậm" để làm chậm các trò chơi tương thích bằng cách tạm dừng nhanh trò chơi. NES Max có tính năng Turbo không thể điều chỉnh và không có tính năng "Chậm", có hình dạng giống như cái cánh và một miếng đệm điều hướng kiểu dáng đẹp. Chức năng Turbo tồn tại trên NES Satellite, NES Four Score và U-Force. Các phụ kiện khác bao gồm Power Pad và Power Glove, trong bộ phim The Wizard.
Gần cuối dòng đời của NES, khi phát hành AV Famicom và NES 2 tải-trước, thiết kế của bộ tay cầm  điều khiển lại được sửa đổi một chút. Mặc dù bố cục nút ban đầu vẫn được giữ lại, nhưng hình dạng của bộ điều khiển vẫn giống với bộ điều khiển của SNES. Ngoài ra, AV Famicom đã loại bỏ các bộ tay cầm điều khiển có dây cứng để chuyển sang các cổng điều khiển có thể tháo rời. Các bộ tay cầm  điều khiển đi kèm với Famicom AV có cáp dài 90 cm (3 feet), so với 180 cm (6 feet) của bộ điều khiển NES.
Bộ tay cầm điều khiển NES ban đầu đã trở thành một trong những biểu tượng dễ nhận biết nhất của máy. Nintendo đã bắt chước giao diện của tay cầm trong một số sản phẩm khác, từ hàng khuyến mại cho đến phiên bản giới hạn của Game Boy Advance.

#### Phụ kiện Nhật Bản

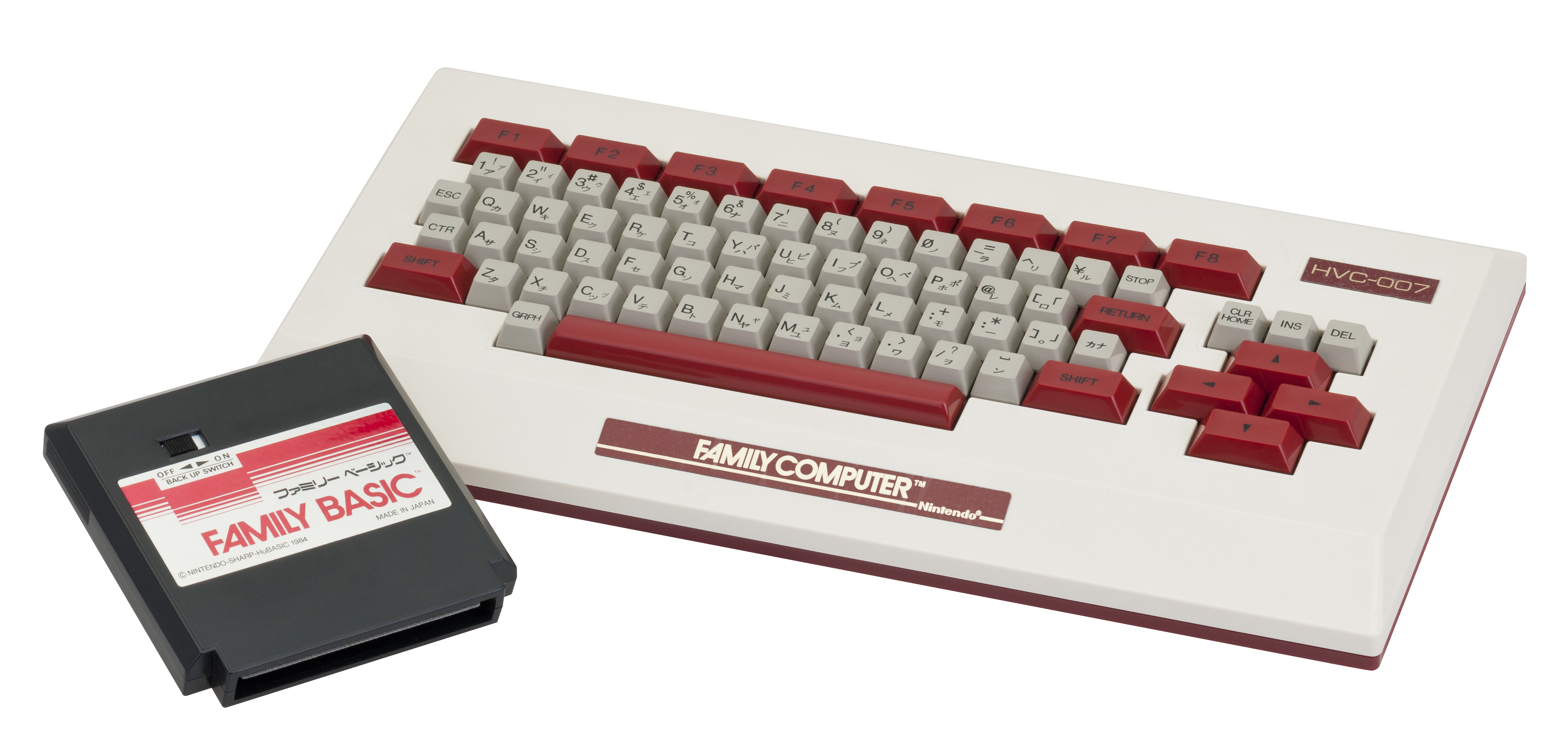
Famicom Nhật Bản có hỗ trợ BASIC với bàn phím Family BASIC.

Rất ít thiết bị ngoại vi và gói phần mềm cho Famicom được phát hành bên ngoài Nhật Bản.
Family BASIC là một phần mềm triển khai của BASIC cho Famicom, được đóng gói cùng với bàn phím. Tương tự như khái niệm với băng Atari 2600 BASIC, nó cho phép người dùng viết các chương trình, đặc biệt là trò chơi, có thể được lưu trên một máy ghi cassette đi kèm. Nintendo of America đã từ chối phát hành Famicom BASIC tại Mỹ vì họ cho rằng nó không phù hợp với nhân khẩu học tiếp thị chính của họ là trẻ em. :162
Modem Famicom kết nối Famicom với một mạng độc quyền hiện không còn  ở Nhật Bản, cung cấp nội dung như dịch vụ tài chính. Một modem quay số cũng chưa bao giờ được phát hành cho NES.

##### Family Computer Disk System

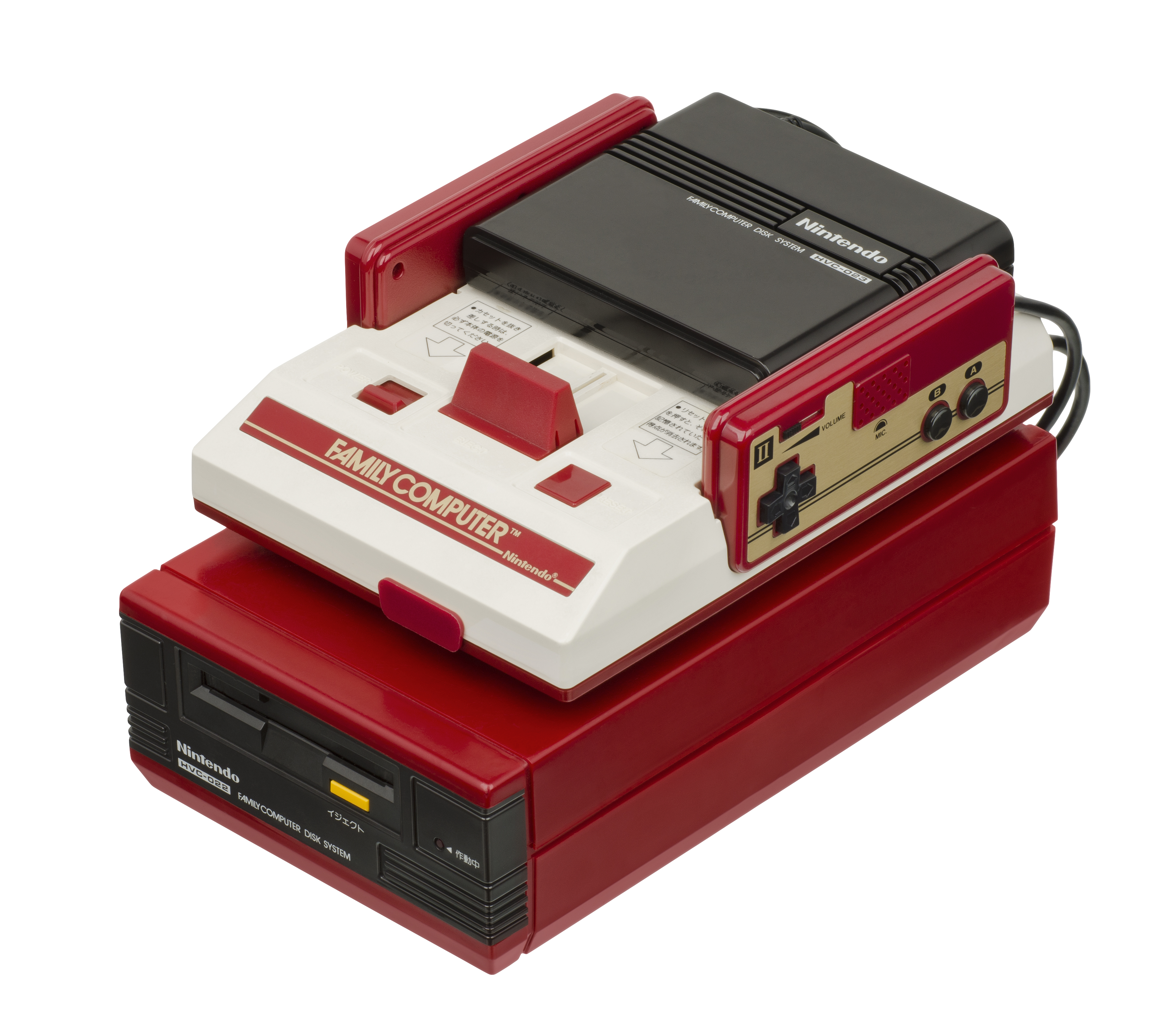
Disk System, thiết bị ngoại vi cho Famicom Nhật Bản, chơi các game trên "Disk Cards" với cơ chế Quick Disk 3 inch.

Năm 1986, Nintendo phát hành Famicom Disk System (FDS) tại Nhật Bản, một loại ổ đĩa mềm sử dụng một mặt, độc quyền, 5 cm (2 inch) và cắm vào cổng băng. Nó chứa RAM để tải trò chơi vào và một chip âm thanh tra cứu bảng chu kỳ đơn bổ sung. Đĩa được sử dụng để lưu trữ trò chơi và lưu tiến trình, với tổng dung lượng là 128k (64k mỗi mặt). Các đĩa này ban đầu được lấy từ các ki-ốt trong trung tâm thương mại và những nơi công cộng khác, nơi người mua có thể chọn một trò chơivà ghi nó vào đĩa. Quá trình này tốn ít chi phí hơn so với băng và người dùng có thể mang đĩa trở lại quầy bán hàng tự động và viết đè trò chơi mới, hoặc fax điểm số cao cho Nintendo để tham gia các cuộc thi xếp hạng quốc gia.
Nhiều trò chơi cho FDS đã được Nintendo phát hành (bao gồm một số trò chơi đã được phát hành trên băng, chẳng hạn như Super Mario Bros.), và các công ty bên thứ ba như Konami, Taito hoặc các nhà xuất bản không có giấy phép. Tình năng hạn chế của nó nhanh chóng xuất  hiện khi các chip ROM lớn hơn được giới thiệu, xuất hiện các băng có dung lượng lớn hơn 128k. Các chip quản lý bộ nhớ tiên tiến hơn (MMC) sớm xuất hiện và FDS nhanh chóng trở nên lỗi thời. Nintendo cũng tính giá cao cho các nhà phát triển để sản xuất trò chơi FDS, và nhiều người từ chối phát triển trò chơi này, thay vào đó tiếp tục làm băng trò chơi. Chỉ sau hai năm, FDS bị ngừng sản xuất, mặc dù các gian hàng bán hàng tự động vẫn ở đó cho đến năm 1993 và Nintendo tiếp tục phục vụ ổ đĩa, đồng thời viết lại và cung cấp đĩa thay thế cho đến năm 2003. Khoảng bốn triệu đĩa đã được bán.
Nintendo đã không phát hành Disk System ra ngoài Nhật Bản do nhiều vấn đề gặp phải với phương tiện ở Nhật Bản, do dung lượng lưu trữ dữ liệu ngày càng tăng và giảm chi phí của băng có độ tin cậy cao. Do đó, nhiều trò chơi Disk System như Castlevania, The Legend of Zelda và Bubble Bobble đã được chuyển đổi sang định dạng băng cho các bản xuất khẩu của họ, dẫn đến âm thanh được đơn giản hóa và chức năng lưu đĩa được thay thế bằng mật khẩu hoặc hệ thống tiết kiệm pin.

### Sao chép phần cứng

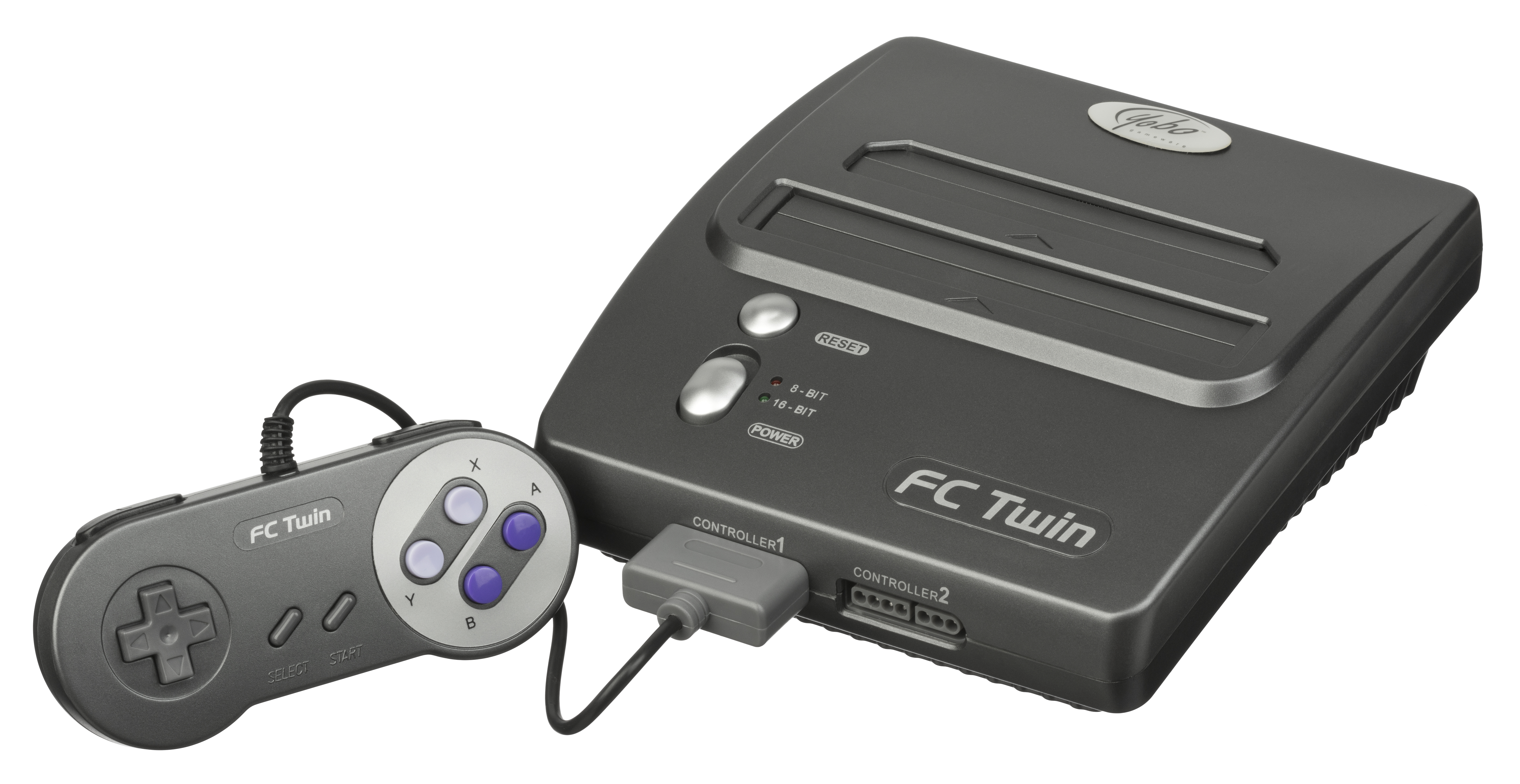
Phần cứng NES sao chép lậu vẫn được sản xuất trong nhiều năm sau khi bản gốc đã bị ngừng sản xuất. Một số bản sao chơi các băng từ nhiều hệ thống, chẳng hạn như FC Twin chơi các trò chơi NES và SNES.

Một thị trường phát triển mạnh của các bản sao phần cứng NES không phép đã xuất hiện trong thời kỳ đỉnh cao của máy. Ban đầu, những bản sao như vậy phổ biến ở các thị trường nơi Nintendo phát hành phiên bản hợp pháp của máy trong một thời gian dài sau khi phần cứng không được cấp phép. Đặc biệt, Dendy (tiếng Nga: Де́нди), một bản sao phần cứng không phép được sản xuất ở Đài Loan và bán ở Liên Xô cũ, đã nổi lên như một máy chơi trò chơi phổ biến nhất thời bấy giờ trong bối cảnh đó và có mức độ nổi tiếng gần tương đương với NES / Famicom ở Bắc Mỹ và Nhật Bản. Một loạt sản phẩm nhái Famicom đã được bán trên thị trường Argentina vào cuối những năm 1980 và đầu những năm 1990 với tên gọi "Family Game", giống với thiết kế phần cứng ban đầu. Micro Genius (tiếng Trung giản thể: 小 天才) được bán trên thị trường Đông Nam Á như một sự thay thế cho Famicom; và ở Trung Âu, đặc biệt là Ba Lan, Pegasus đã  xuất hiện. Kể từ năm 1989, có rất nhiều bản sao NES của Brazil, và Phantom System rất phổ biến (với phần cứng vượt trội so với máy gốc) đã thu hút sự chú ý của chính Nintendo.

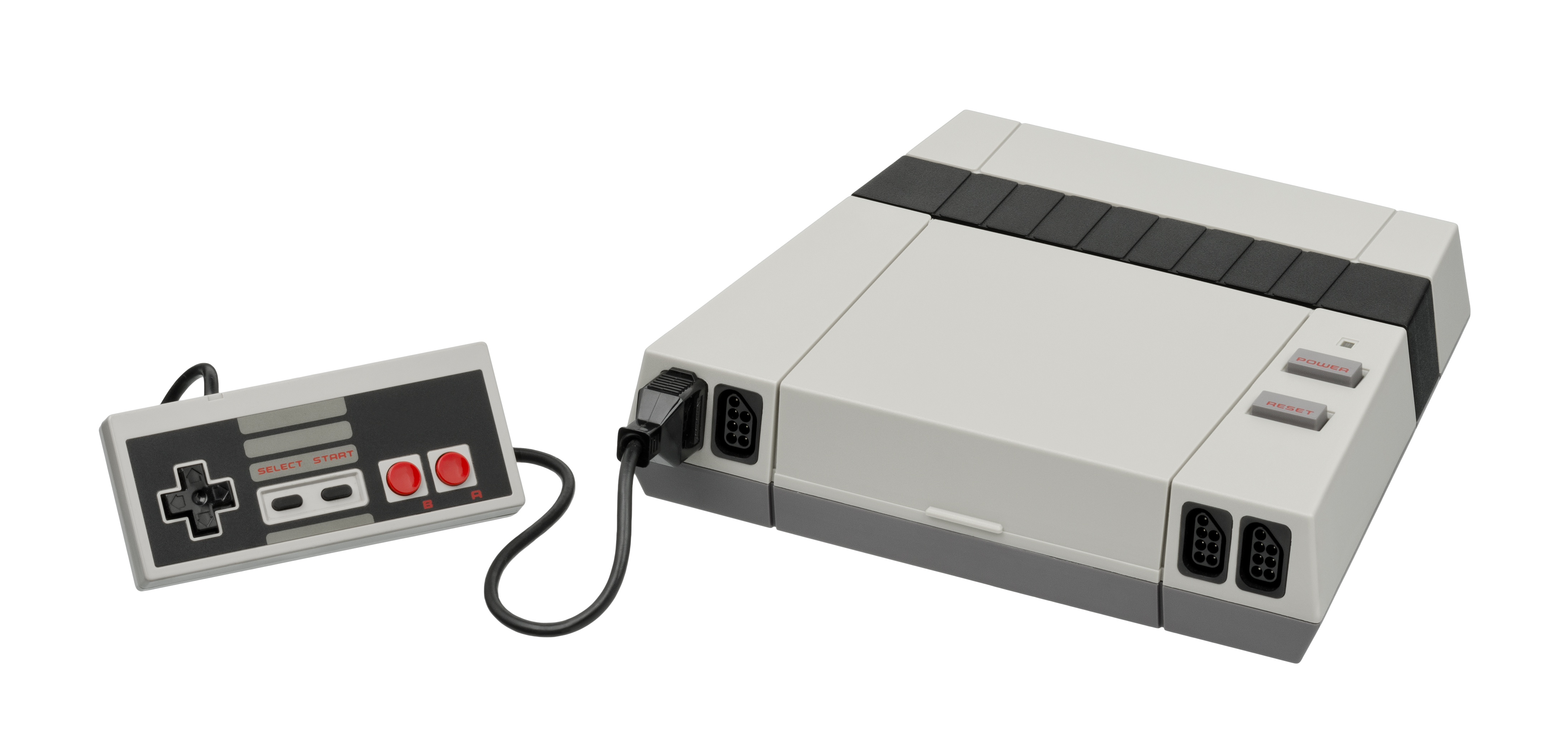
RetroUSB AVS, một bản sao phần cứng dựa trên FPGA của NES xuất ra 720p qua HDMI.

Thị trường phần cứng lậu không phép đã phát triển mạnh mẽ sau khi Nintendo ngừng cung cấp NES. Một số hệ máy kỳ lạ hơn trong số các máy này có thể vượt qua chức năng của phần cứng ban đầu, chẳng hạn như một hệ máy di động với màn hình LCD màu (PocketFami). Những máy khác đã được sản xuất cho một số thị trường chuyên biệt, chẳng hạn như một máy tính cá nhân khá thô sơ với bàn phím và phần mềm xử lý văn bản cơ bản. Những bản sao trái phép này đã được trợ giúp bởi sự phát minh ra cái gọi là NES-on-a-chip.
Cũng giống như trường hợp của các trò chơi không phép, Nintendo thường ra tòa để cấm sản xuất và bán phần cứng nhân bản không phép. Nhiều nhà cung cấp đã cài đặt cả bản sao cài sẵn phần mềm được cấp phép của Nintendo, vi phạm bản quyền ở hầu hết các quốc gia.
Mặc dù hầu hết các bản sao phần cứng không được sản xuất theo giấy phép của Nintendo, nhưng một số công ty nhất định đã được cấp giấy phép để sản xuất các thiết bị tương thích với NES. Tập đoàn Sharp sản xuất ít nhất hai sản phẩm nhái như vậy: Twin Famicom và TV SHARP 19SC111. Twin Famicom tương thích với cả băng Famicom và Famicom Disk System. :29 Giống như Famicom, nó có màu đỏ và đen, có bộ tay cầm điều khiển dây cứng, nhưng có thiết kế vỏ khác. TV SHARP 19SC111 có Famicom tích hợp sẵn. Một thỏa thuận cấp phép tương tự đạt được với Hyundai Electronics, hãng đã cấp phép cho hệ máy này với tên Comboy tại thị trường Hàn Quốc. Thỏa thuận này với Hyundai là cần thiết vì lệnh cấm rộng rãi của chính phủ Hàn Quốc đối với tất cả các "sản phẩm mang văn hóa" của Nhật Bản, có hiệu lực cho đến năm 1998 và đảm bảo rằng cách duy nhất để các sản phẩm Nhật Bản có thể vào thị trường Hàn Quốc một cách hợp pháp là thông qua cấp phép cho bên thứ ba (không phải Nhật Bản) (xem thêm tranh chấp Nhật Bản - Hàn Quốc). Tại Ấn Độ, hệ máy này được bán dưới tên Samurai và được lắp ráp trong nước theo giấy phép từ các bộ dụng cụ do chính sách cấm nhập khẩu đồ điện tử.

### NES Test Station

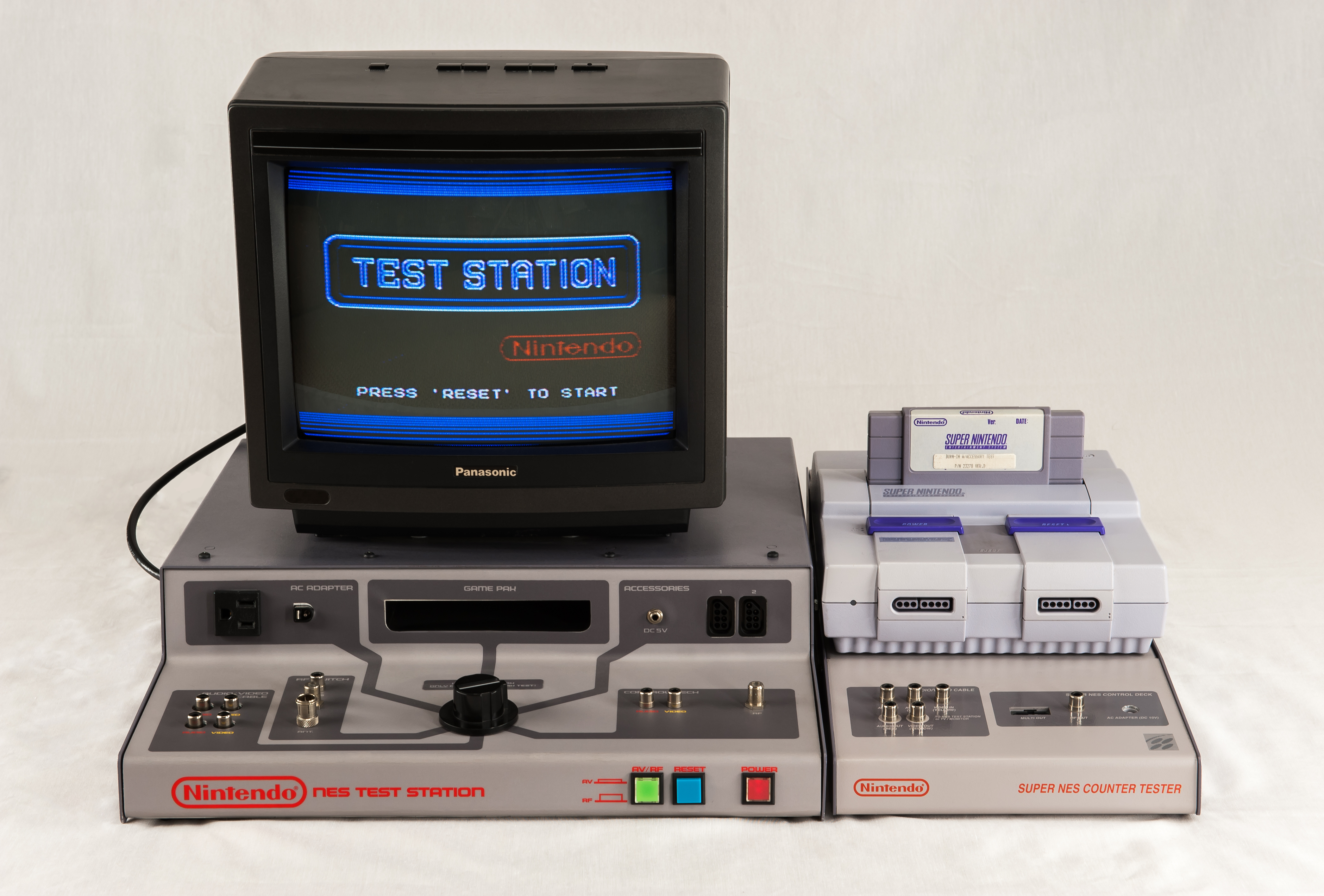
NES Test Station (Phía dưới bên trái), máy kiểm tra bộ đếm SNES (Phía dưới bên phải),SNES test cart (Phía trên bên phải) và TV gốc đi kèm với thiết bị (Phía trên bên trái).

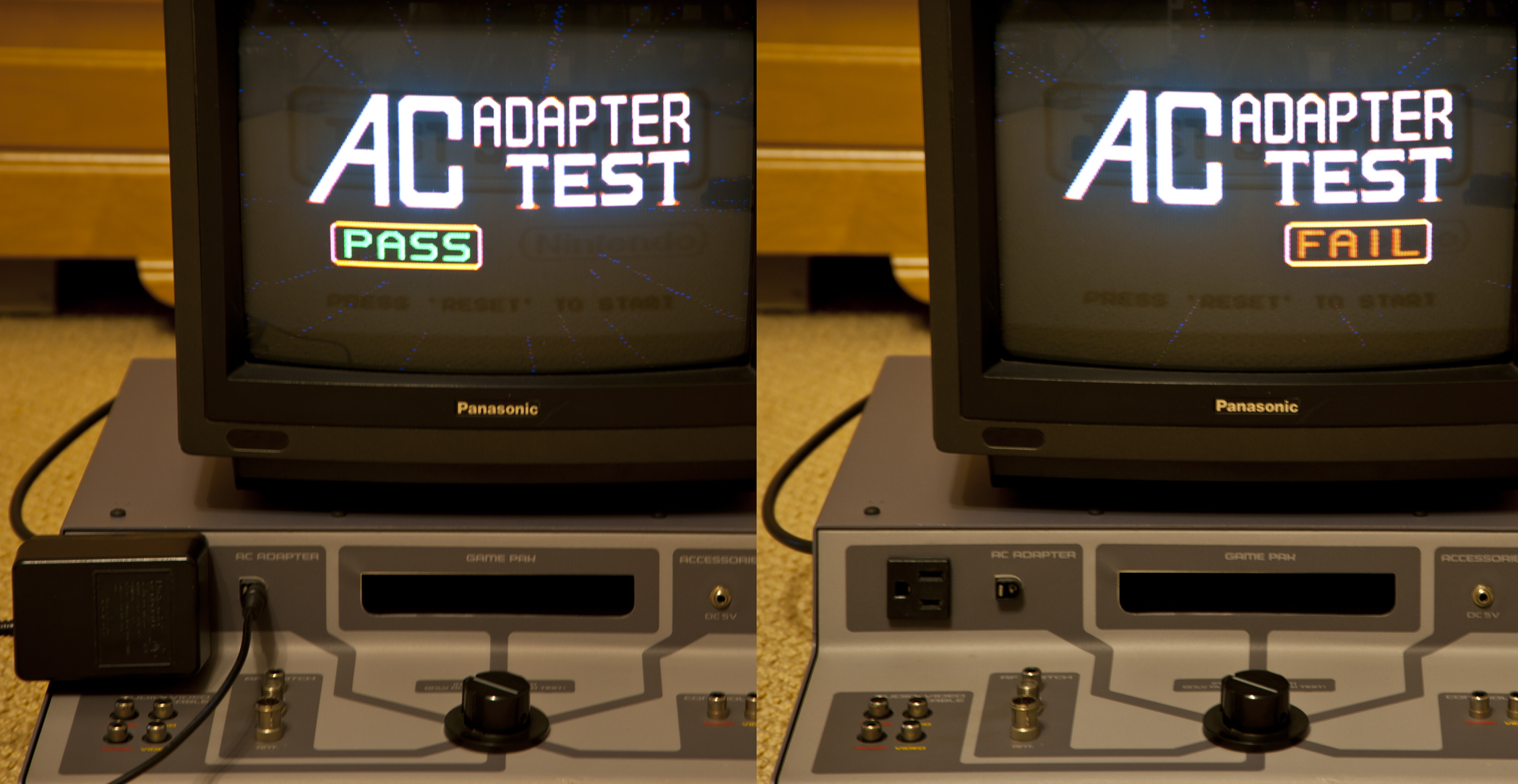
NES Test Station trình diễn thử nghiệm Đạt hoặc Không đạt.

Máy chẩn đoán NES Test Station được giới thiệu vào năm 1988. Nó là một đơn vị dựa trên NES được thiết kế để kiểm tra phần cứng, thành phần và trò chơi NES. Nó chỉ được cung cấp để sử dụng trong các cửa hàng World of Nintendo như một phần của chương trình Nintendo World Class Service. Du khách phải mang các món đồ đến trạm để kiểm tra và có thể được hỗ trợ bởi kỹ thuật viên hoặc nhân viên cửa hàng.
Mặt trước của NES Test Station có khe cắm Game Pak và các đầu nối để kiểm tra các thành phần khác nhau (bộ chuyển đổi AC, công tắc RF, cáp Âm thanh / Video, NES Control Deck, phụ kiện và trò chơi), với một núm chọn đặt ở trung tâm để chọn thành phần cần kiểm tra. Bản thân thiết bị nặng khoảng 11,7 pound nếu không có TV. Nó kết nối với TV thông qua cáp A / V và RF Switch kết hợp. Bằng cách kích hoạt nút màu xanh lục, người dùng có thể chuyển đổi giữa kết nối Cáp A / V hoặc Công tắc RF. Tivi mà nó được kết nối (thường là 11" đến 14") được đặt trên máy.
Năm 1991, Nintendo cung cấp một tiện ích bổ sung có tên "Super NES Counter Tester" để kiểm tra các thành phần và trò chơi của Super Nintendo. SNES Counter Tester là một SNES tiêu chuẩn trên một vật cố định bằng kim loại với kết nối từ mặt sau của SNES được định tuyến lại đến mặt trước của thiết bị. Các kết nối này có thể được thực hiện trực tiếp với máy trạm kiểm tra hoặc TV, tùy thuộc vào thiết bị sẽ được kiểm tra.

## Trò chơi
Nintendo Entertainment System có một số trò chơi mang tính đột phá. Super Mario Bros. đi tiên phong trong thể loại trò chơi màn hình cuộn bên trong khi The Legend of Zelda thiết lập thể loại trò chơi phiêu lưu hành động và giúp phổ biến chức năng lưu trò chơi. Một trò chơi có ảnh hưởng thứ ba là Metroid, mở ra thể loại Metroidvania.

### Trò chơi Pak

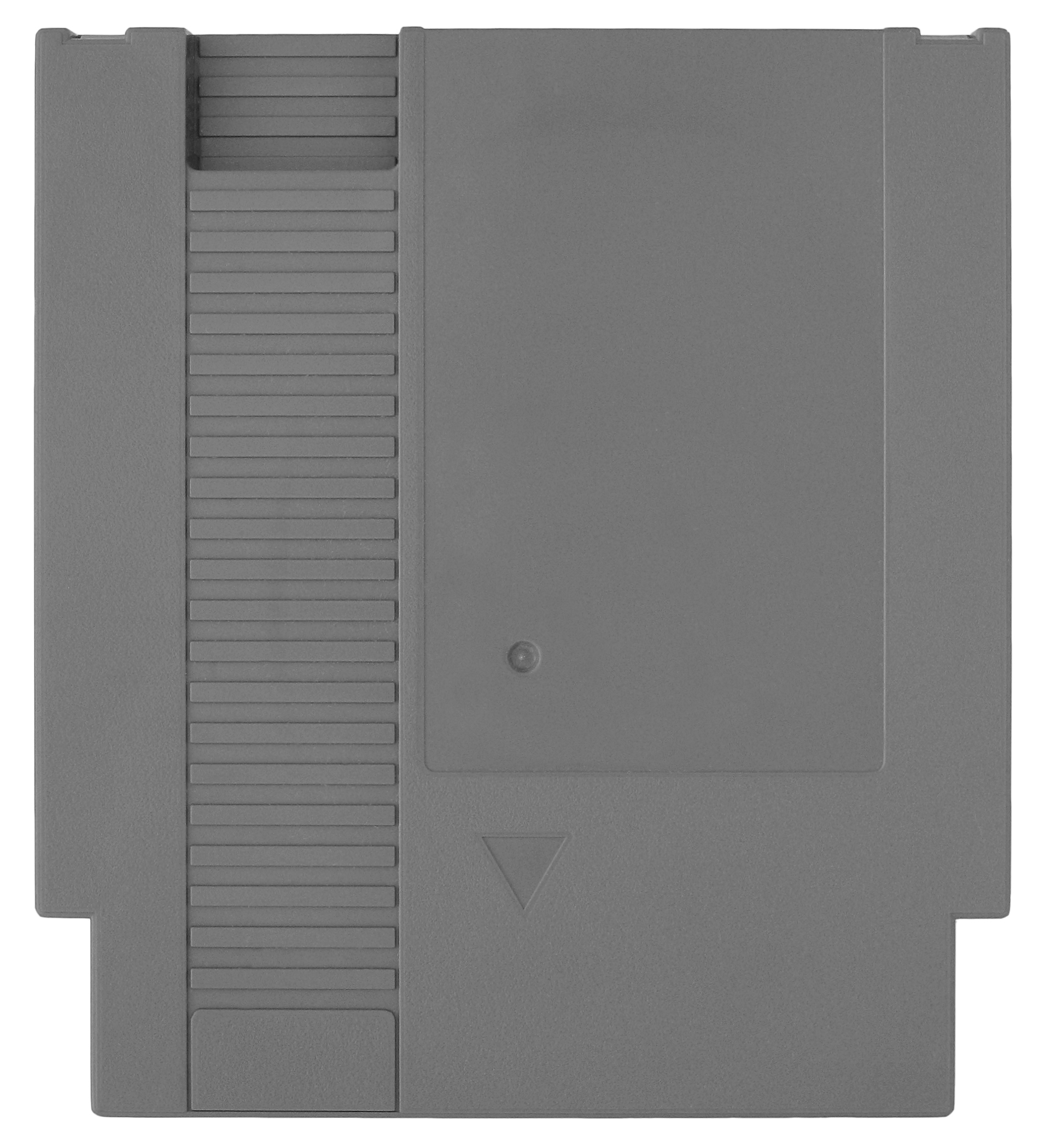
Băng Bắc Mỹ và PAL NES (hoặc "Game Paks") lớn hơn đáng kể so với băng Famicom của Nhật Bản.

NES sử dụng thiết kế 72 chân, so với 60 chân trên Famicom. Để giảm chi phí và hàng tồn, một số trò chơi đầu tiên được phát hành ở Bắc Mỹ chỉ đơn giản là các băng Famicom được gắn vào một bộ chuyển đổi để lắp bên trong phần cứng NES. Các băng NES đời đầu được ráp lại với nhau bằng năm vít có rãnh nhỏ. Các trò chơi phát hành sau năm 1987 đã được thiết kế lại một chút để kết hợp hai kẹp nhựa khớp vào phần nhựa của băng, loại bỏ hai ốc vít trên cùng.
Mặt sau của băng có nhãn với hướng dẫn xử lý. Mã sản xuất và sửa đổi phần mềm được in chìm dưới dạng tem in trên nhãn để tương ứng với phiên bản phần mềm và nhà sản xuất. Tất cả các băng NTSC và PAL được cấp phép đều có màu nhựa xám tiêu chuẩn, ngoại trừ The Legend of Zelda và Zelda II: The Adventure of Link, được sản xuất trong các hộp nhựa vàng. Các băng không phép được sản xuất với các màu đen, xanh nước biển và vàng, và tất cả đều có hình dạng hơi khác so với băng NES tiêu chuẩn. Nintendo cũng sản xuất các băng nhựa màu vàng để sử dụng nội bộ tại các Nintendo Service Centers, mặc dù những "băng thử nghiệm" này chưa bao giờ xuất hiện để mua. Tất cả các băng được cấp phép của Mỹ đều do Nintendo, Konami và Acclaim sản xuất. Để quảng cáo DuckTales: Remastered, Capcom đã gửi 150 băng NES vàng phiên bản giới hạn với trò chơi gốc, có hình dán Remastered, tới các hãng tin trò chơi khác nhau. Nhãn hướng dẫn ở mặt sau bao gồm lời mở đầu từ bài hát chủ đề của chương trình, "Cuộc đời như một cơn cuồng phong".
Băng Famicom có hình dạng hơi khác một chút. Không giống như các trò chơi NES, các băng Famicom chính thức được sản xuất bằng nhựa nhiều màu. Các bộ điều hợp, có thiết kế tương tự như phụ kiện phổ biến Game Genie, dùng để chơi các trò chơi Famicom trên NES. Tại Nhật Bản, một số công ty đã sản xuất băng cho Famicom. :61 Điều này cho phép các công ty này phát triển các chip tùy chỉnh của riêng họ được thiết kế cho các mục đích cụ thể, chẳng hạn như âm thanh và đồ họa vượt trội.

### Giấy phép của bên thứ ba

Dấu Famicom Family xuất hiện trong các trò chơi và thiết bị ngoại vi từ năm 1988 đã được Nintendo phê duyệt để tương thích với các máy Famicom chính thức và các sản phẩm dẫn xuất.

Nintendo gần như độc quyền trên thị trường trò chơi điện tử gia đình khiến hãng có ảnh hưởng chi phối lên toàn ngành. Không giống như Atari, công ty không bao giờ tích cực theo đuổi các nhà phát triển bên thứ ba (và thậm chí đã ra tòa để nỗ lực buộc Activision ngừng sản xuất trò chơi Atari 2600), Nintendo đã dự đoán và khuyến khích sự tham gia của các nhà phát triển phần mềm bên thứ ba, mặc dù đưa ra điều kiện nghiêm ngặt. Một số biện pháp kiểm soát đã được các nhà sản xuất máy trò chơi sau này như Sega, Sony và Microsoft áp dụng theo cách ít nghiêm ngặt hơn.
Vì vậy, chip xác thực 10NES có trong mọi máy và băng trò chơi được cấp phép chính thức. Nếu chip của máy không thể phát hiện chip đối ứng bên trong băng, trò chơi sẽ không chạy. :247 Nintendo mô tả các biện pháp này nhằm mục đích bảo vệ công chúng chống lại các trò chơi kém chất lượng,  và đặt con dấu vàng chấp thuận cho tất cả các trò chơi được cấp phép phát hành cho hệ máy.
Nintendo đã thành công với các nhà sản xuất arcade của Nhật Bản như Konami, Capcom, Taito và Namco, đã ký hợp đồng với tư cách là nhà phát triển bên thứ ba. Tuy nhiên, họ nhận thấy có sự phản kháng đối với các nhà phát triển trò chơi của Mỹ bao gồm Atari, Activision, Electronic Arts và Epyx từ chối các điều khoản một chiều của Nintendo. Acclaim Entertainment, một nhà phát hành trò chơi non trẻ do các cựu nhân viên Activision thành lập, là bên thứ ba lớn đầu tiên có trụ sở tại Mỹ ký kết với Nintendo vào cuối năm 1987. Atari (thông qua Tengen) và Activision ký kết ngay sau đó.

Nintendo không hạn chế như Sega, hãng không cho phép  bên thứ ba xuất bản cho đến Mediagenic xuất hiện vào cuối mùa hè năm 1988. Ý định của Nintendo là dành một phần lớn doanh thu trò chơi NES chỉ cho riêng mình. Nintendo yêu cầu họ phải là nhà sản xuất duy nhất của tất cả các băng và nhà sản xuất phải thanh toán đầy đủ trước khi sản xuất các băng trò chơi đó. Băng không thể được trả lại cho Nintendo, vì vậy các nhà sản xuất phải chịu mọi rủi ro. Do đó, một số nhà sản xuất đã mất nhiều tiền do doanh số bán hàng tồn kho vào cuối kỷ nguyên NES gặp khó khăn hơn so với lợi nhuận họ từng kiếm được từ việc bán trò chơi. Bởi vì Nintendo kiểm soát việc sản xuất tất cả các băng trò chơi, họ có thể thực thi các quy tắc nghiêm ngặt đối với các nhà phát triển bên thứ ba của mình, được Nintendo yêu cầu ký một hợp đồng sẽ bắt buộc các bên này phải phát triển độc quyền cho hệ thống, đặt hàng ít nhất 10.000 băng, và chỉ thực hiện năm trò chơi mỗi năm. :214–215 Sự thiếu hụt chip DRAM và ROM trên toàn cầu năm 1988, khiến Nintendo chỉ cho phép trung bình 25% yêu cầu của các nhà sản xuất bản về băng trò chơi, với một số nhận được số tiền cao hơn nhiều và những người khác gần như không có gì. GameSpy lưu ý rằng "các điều khoản sắt đá" của Nintendo đã khiến công ty có nhiều kẻ thù trong suốt những năm 1980. Một số nhà phát triển đã cố gắng vượt qua giới hạn năm trò chơi bằng cách tạo ra các thương hiệu công ty bổ sung như nhãn Ultra Games của Konami còn những người khác cố gắng phá vỡ chip 10NES.
Nintendo bị cáo buộc có hành vi chống độc quyền vì các yêu cầu cấp phép nghiêm ngặt. Bộ Tư pháp Mỹ và một số tiểu bang bắt đầu kiểm tra hoạt động kinh doanh của Nintendo, dẫn đến sự tham gia của Quốc hội và Ủy ban Thương mại Liên bang (Federal Trade Commission-FTC). FTC đã tiến hành một cuộc điều tra sâu rộng bao gồm phỏng vấn hàng trăm nhà bán lẻ. Trong cuộc điều tra của FTC, Nintendo đã thay đổi các điều khoản của thỏa thuận cấp phép cho nhà xuất bản của mình để loại bỏ quy tắc hai năm và các điều khoản hạn chế khác. Nintendo và FTC đã giải quyết vụ việc vào tháng 4 năm 1991, với việc Nintendo yêu cầu gửi phiếu giảm giá 5 đô la cho một trò chơi mới cho những người đã mua trò chơi NES từ tháng 6 năm 1988 đến tháng 12 năm 1990. GameSpy nhận xét rằng hình phạt của Nintendo là không hề hấn gì khi đưa ra kết quả điều tra vụ việc, mặc dù có suy đoán rằng đó là do FTC không muốn gây thiệt hại cho ngành công nghiệp trò chơi điện tử ở Mỹ.
Với việc NES gần hết tuổi thọ, nhiều nhà xuất bản bên thứ ba như Electronic Arts đã hỗ trợ các máy chơi trò chơi cạnh tranh mới nổi với các điều khoản cấp phép ít nghiêm ngặt hơn như Sega Genesis và sau đó là PlayStation, vốn bị xói mòn và sau đó chiếm lấy sự thống trị của Nintendo trong phân khúc thị trường máy chơi trò chơi gia đình. Các máy chơi trò chơi từ các đối thủ của Nintendo trong thời kỳ hậu SNES luôn được hưởng sự hỗ trợ của bên thứ ba mạnh mẽ hơn nhiều so với Nintendo, vốn chủ yếu dựa vào các trò chơi của bên thứ nhất.

#### Trò chơi không phép
Các công ty từ chối trả phí bản quyền hoặc bị Nintendo từ chối đã tìm mọi cách để phá vỡ hệ thống xác thực của máy. Hầu hết các công ty này đều tạo ra các mạch sử dụng điện áp tăng đột biến để tạm thời vô hiệu hóa chip 10NES. :286 Một vài trò chơi lậu phát hành ở châu Âu và Úc lấy hìnhthức của một dongle để kết nối với một trò chơi được cấp phép, để sử dụng con chip 10NES mà các trò chơi được cấp phép dùng để xác thực. Để chống lại các trò chơi lậu, Nintendo of America đã đe dọa các nhà bán lẻ đã bán chúng sẽ bị mất nguồn cung cấp các trò chơi được cấp phép và nhiều bản sửa đổi đã được thực hiện đối với PCB của NES để ngăn các trò chơi lậu.
Atari Games đã có một cách tiếp cận khác với dòng sản phẩm NES của mình, Tengen. Công ty đã cố gắng thiết kế đào chiều chip khóa để phát triển chip "Rabbit" của riêng mình. Tengen cũng lấy được mô tả về chip khóa từ Văn phòng Sáng chế và Nhãn hiệu Hoa Kỳ bằng cách tuyên bố dối rằng nó được yêu cầu trưng ra nhằm để bảo vệ trước các khiếu nại vi phạm hiện tại. Nintendo đã kiện thành công Tengen vì vi phạm bản quyền. Tuyên bố chống độc quyền của Tengen chống lại Nintendo chưa bao giờ được phán quyết.
Color Dreams đã sản xuất trò chơi điện tử Cơ đốc dưới tên công ty con Wisdom Tree. Nhà sử học Steven Kent đã viết, "Wisdom Tree đã mang đến cho Nintendo một tình huống khó khăn. Công chúng dường như không chú ý nhiều đến cuộc chiến tại tòa án với Atari Games, và các nhà phân tích trong ngành rất ấn tượng với sự nhạy bén về pháp lý của Nintendo; nhưng theo đuổi một công ty nhỏ xuất bản những trò chơi tôn giáo vô thưởng vô phạt lại là một câu chuyện khác."  :400

### Cho thuê trò chơi
Khi Nintendo Entertainment System ngày càng phổ biến và xâm nhập vào hàng triệu ngôi nhà ở Mỹ, một số cửa hàng cho thuê băng video nhỏ bắt đầu mua các bản sao của trò chơi NES cho riêng họ rồi cho khách hàng thuê với giá tương đương với giá thuê băng video trong vài ngày. Nintendo không nhận được lợi nhuận nào từ việc này ngoài chi phí ban đầu, và không giống như cho thuê phim, một trò chơi mới phát hành có thể lên kệ hàng và cho thuê ngay trong ngày. Nintendo đã thực hiện các bước để buộc ngừng cho thuê trò chơi, nhưng không thực hiện bất kỳ hành động pháp lý chính thức nào cho đến khi Blockbuster Video bắt đầu đưa việc thuê trò chơi trở thành một dịch vụ quy mô lớn. Nintendo tuyên bố rằng việc cho phép khách hàng thuê trò chơi sẽ ảnh hưởng đáng kể đến doanh thu và làm tăng chi phí. Nintendo đã thua kiện,  nhưng thắng kiện về vi phạm bản quyền. Blockbuster bị cấm, bao gồm các trò chơi gốc, các sách hướng dẫn có bản quyền. Tuân theo phán quyết, Blockbuster đã đưa ra các hướng dẫn ngắn ban đầu — thường ở dạng một tập sách nhỏ, thẻ hoặc nhãn dán ở mặt sau của hộp cho thuê — giải thích tựa và cách điều khiển cơ bản. Các cửa hàng cho thuê video tiếp tục hoạt động cho thuê trò chơi điện tử.

## Đón nhận
Đến năm 1988, các nhà quan sát trong ngành công bố rằng mức độ phổ biến của NES đã phát triển nhanh chóng đến mức thị trường băng Nintendo lớn hơn thị trường cho tất cả phần mềm máy tính gia đình. :347 Compute! báo cáo vào năm 1989 rằng Nintendo đã bán được bảy triệu máy NES chỉ trong năm 1988, gần bằng số lượng máy Commodore 64 được bán ra trong năm năm đầu tiên. "Các nhà sản xuất trò chơi cho máy tính [đang] sợ hãi", tạp chí cho biết, sự nổi tiếng của Nintendo đã khiến hầu hết doanh thu của các đối thủ cạnh tranh lao dốc trong dịp trước Giáng sinh và dẫn đến một số vấn đề tài chính nghiêm trọng.

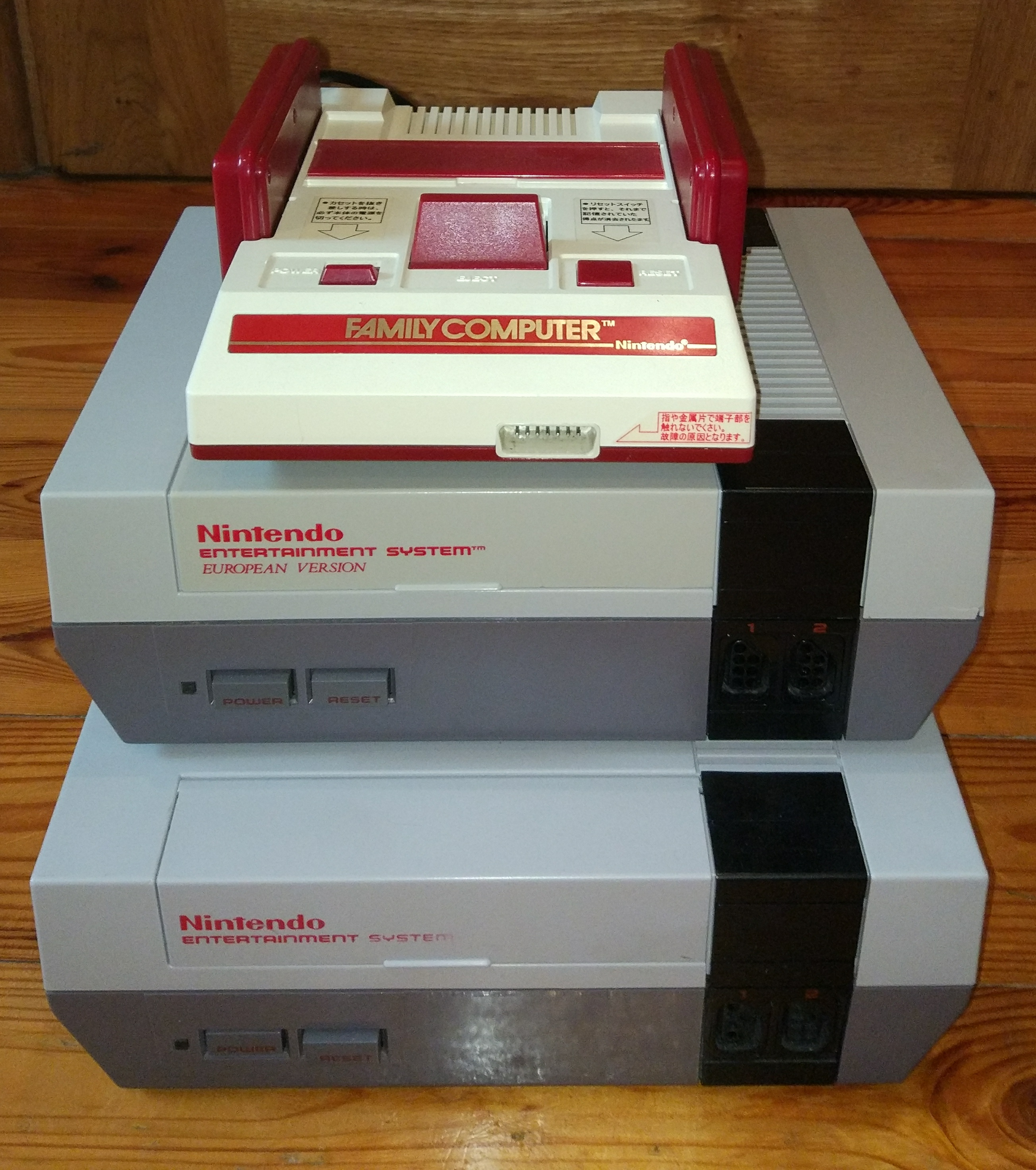
So sánh NES từ các khu vực khác nhau. Hàng đầu: Famicom Nhật Bản, NES châu Âu và NES Mỹ

Vào tháng 6 năm 1989, phó chủ tịch tiếp thị Peter Main của Nintendo of America cho biết Famicom đã có mặt ở 37% hộ gia đình Nhật Bản. Đến năm 1990, 30% hộ gia đình Mỹ sở hữu NES, so với 23% đối với tất cả các máy tính cá nhân. Đến năm 1990, NES đã bán chạy hơn tất cả các hệ máy trò chơi đã phát hành trước đó trên toàn thế giới.    Khẩu hiệu cho thương hiệu này là "Nó không thể bị đánh bại". :345 Nintendo Entertainment System không xuất hiện ở Liên Xô.
Vào đầu những năm 1990, các game thủ đã dự đoán rằng sự cạnh tranh từ các hệ máy có công nghệ vượt trội như Sega Genesis 16-bit sẽ đồng nghĩa với việc chấm dứt ngôi vương thống trị của NES. Thay vào đó, trong năm đầu tiên hệ máy kế nhiệm của Nintendo là Super Famicom (được đặt tên là Super Nintendo Entertainment System bên ngoài Nhật Bản), Famicom vẫn là máy chơi trò chơi điện tử bán chạy thứ hai tại Nhật Bản, bán chạy hơn NEC PC Engine mới hơn và mạnh hơn, và bỏ xa Sega Mega Drive. Sự ra mắt của Genesis đã bị lu mờ bởi màn ra mắt của Super Mario Bros. 3 cho NES. Máy vẫn phổ biến ở Nhật Bản và Bắc Mỹ cho đến cuối năm 1993, khi nhu cầu về phần mềm NES mới đột ngột giảm mạnh. Trò chơi Famicom được cấp phép cuối cùng được phát hành ở Nhật Bản là Takahashi Meijin no Bōken Jima IV (Adventure Island IV), ở Bắc Mỹ là Wario Woods, và ở châu Âu là The Lion King vào năm 1995. Trong bối cảnh doanh số bán hàng ngày càng giảm và thiếu các trò chơi mới, Nintendo of America đã chính thức ngừng cung cấp NES vào năm 1995.  Nintendo đã sản xuất các máy Famicom mới tại Nhật Bản cho đến ngày 25 tháng 9 năm 2003, và tiếp tục sửa chữa Famicom cho đến ngày 31 tháng 10 năm 2007, do không đủ linh kiện.

## Di sản
NES được phát hành hai năm sau sự cố trò chơi điện tử ở Bắc Mỹ năm 1983, khi nhiều nhà bán lẻ và người dùng trưởng thành coi trò chơi điện tử là một mốt đã hết thời, :280 nên lúc đầu nhiều người tin rằng NES sẽ sớm tàn lụi.  Trước NES và Famicom, Nintendo được biết đến như một nhà sản xuất đồ chơi và bài lá của Nhật Bản có mức độ thành công vừa phải, nhưng sự nổi tiếng của máy chơi trò chơi đã giúp công ty phát triển thành một cái tên được quốc tế công nhận, gần như đồng nghĩa với từ "trò chơi điện tử" như Atari đã từng có, và tạo tiền đề cho sự thống trị của Nhật Bản trong ngành công nghiệp trò chơi điện tử. Với NES, Nintendo cũng thay đổi mối quan hệ giữa các nhà sản xuất máy chơi trò chơi và các nhà phát triển phần mềm bên thứ ba bằng cách hạn chế các nhà phát triển xuất bản và phân phối phần mềm mà không có sự chấp thuận được cấp phép. Điều này dẫn đến các trò chơi có chất lượng cao hơn, giúp thay đổi thái độ của công chúng vốn đã chán ngấy những trò chơi được sản xuất đại trà cho các hệ máy trước đó.  :306–307
Thiết kế phần cứng của NES cũng có ảnh hưởng rất lớn. Nintendo đã chọn tên "Nintendo Entertainment System" cho thị trường Mỹ và thiết kế lại để nó không mang dáng dấp của một món đồ chơi trẻ em. Đầu vào của băng trò chơi tải-trước cho phép sử dụng băng dễ dàng hơn trên giá đỡ TV với các thiết bị giải trí khác, chẳng hạn như máy ghi videocassette.
Những hạn chế về phần cứng của hệ máy đã dẫn đến các nguyên tắc thiết kế vẫn còn ảnh hưởng đến sự phát triển của các trò chơi điện tử hiện đại. Nhiều thương hiệu trò chơi nổi bật bắt nguồn từ NES, bao gồm cả Super Mario Bros. của Nintendo, :57 The Legend of Zelda  :353 và Metroid, :357 Loạt Mega Man  của Capcom, nhượng quyền Castlevania của Konami :358, Final Fantasy của Square,:95 và nhượng quyền Dragon Quest của Enix :222.
Hình ảnh NES, đặc biệt là bộ tay cầm điều khiển của nó, đã trở thành mô-típ phổ biến cho nhiều loại sản phẩm, bao gồm cả Game Boy Advance của riêng Nintendo. Quần áo, phụ kiện và các mặt hàng thực phẩm được trang trí bằng hình ảnh theo chủ đề NES vẫn được sản xuất và bán trong các cửa hàng hiện nay.

### Giả lập
NES có thể được mô phỏng giả lập trên nhiều hệ máy khác. Trình giả lập đầu tiên là Pasofami chỉ dành cho Nhật Bản. Ngay sau đó là iNES, có sẵn bằng tiếng Anh và đa nền tảng, vào năm 1996. Nó được mô tả là phần mềm giả lập NES đầu tiên có thể được sử dụng bởi một người không phải là chuyên gia. NESticle, một trình giả lập dựa trên MS-DOS phổ biến, được phát hành vào ngày 3 tháng 4 năm 1997. Nintendo cung cấp bản mô phỏng được cấp phép chính thức của nhiều trò chơi NES cụ thể thông qua Virtual Console của riêng mình cho Wii, Nintendo 3DS, Wii U và dịch vụ Nintendo Switch Online.

### Tái phát hành
Vào ngày 14 tháng 7 năm 2016, Nintendo công bố sẽ ra mắt vào tháng 11 năm 2016 một bản sao thu nhỏ của NES, được đặt tên là Nintendo Entertainment System: NES Classic Edition ở Mỹ và Nintendo Classic Mini: Nintendo Entertainment System ở Châu Âu và Úc. Máy dựa trên mô phỏng bao gồm 30 trò chơi có sẵn vĩnh viễn từ thư viện NES cổ điển, bao gồm cả loạt Super Mario Bros. và The Legend of Zelda. Hệ máy có đầu ra hiển thị HDMI và bộ tay cầm điều khiển mới, cũng có thể kết nối với Wii Remote để sử dụng với các trò chơi Virtual Console. Máy đã bị ngừng sản xuất ở Bắc Mỹ vào ngày 13 tháng 4 năm 2017 và trên toàn thế giới vào ngày 15 tháng 4 năm 2017. Tuy nhiên, vào tháng 9 năm 2017, Nintendo đã thông báo rằng NES Classic Mini sẽ quay trở lại sản xuất vào ngày 29 tháng 6 năm 2018, và sẽ bị ngừng sản xuất vĩnh viễn vào tháng 12 năm đó.

### Chuyển ngữ
1. ↑  tiếng Nhật: ファミリーコンピュータ, Hepburn: Famirī Konpyūta
2. ↑  tiếng Nhật: ファミコン, Hepburn: Famikon